# 弱虫ペダル
『弱虫ペダル』（よわむしペダル）は、渡辺航による日本の少年漫画。通称『弱ペダ』。自転車競技（主にロードレース）を題材にした本格的なスポーツ漫画。『週刊少年チャンピオン』（秋田書店）にて2008年12号から連載開始。話数カウントは「RIDE.〇」。2023年7月時点で累計発行部数は3000万部を突破している。

## 制作背景
『週刊少年チャンピオン』（秋田書店）にて2008年12号から連載開始。タイトルは、作者の渡辺が自転車に乗る際、軽いギアで回転数を上げてクルクル回す乗り方を勝手に弱虫ペダルと名付けていたものを採用した。
本作が誕生したきっかけは、ロードバイクを購入して間もなかった渡辺が当時の担当編集との打ち合わせの際、「最近何かハマっているものはないか」と聞かれ、「自転車」と話したことで、それを漫画にしようと言われたことが始まりだった。当初は「大桑 島乃（おおくわ しまの）」という女の子が主人公の自転車漫画を考えていたが、第一稿のネームを見た当時の編集長である沢考史の「（主人公を）男の子でやろう、少年誌だし」という一声から小野田坂道というキャラクターが生み出され、本作が完成した。
本作のほかに、小野田が1年次の3年生に焦点を当てた『弱虫ペダル SPARE BIKE』が『週刊少年チャンピオン』の2012年38号から2013年6号まで連載されたのち、『別冊少年チャンピオン』（同社刊）に移籍し2014年9月号から連載中。『SPARE BIKE』は4コマ漫画のような軽いノリで連載する予定がだんだん本気になってしまったことを明かしている。
2012年に舞台化、2013年にはテレビアニメが放送、2015年には劇場版アニメが公開されたほか、2016年にはテレビドラマが放送、2020年には実写映画化されるなど、様々なメディアミックス展開が行われている。
2015年第39回講談社漫画賞・少年部門受賞。『週刊少年チャンピオン』連載の作品のみならず、秋田書店の作品が同賞を受賞するのは第1回（1977年）に受賞した『ブラック・ジャック』以来39年ぶりとなる。

## あらすじ
千葉県立総北高等学校の新入生小野田坂道はアニメやゲーム、漫画や秋葉原を愛するオタク少年。中学時代にオタクの友達ができなかった彼は、高校こそは友達を作るためアニメ・漫画研究部に入ろうとするが、部員が足りず、活動休止中であると知り、活動再開に必要な部員数を集めようと思い立つものの、部員は集まらなかった。
そんなとき坂道は、同級生の今泉俊輔から自転車レースを挑まれる。中学時代に自転車競技で活躍していた今泉にとって、学校裏の斜度20%以上の激坂をママチャリで、歌いながら登坂する坂道は“信じがたい光景”であった。「坂道が勝てばアニ研に入っても良い」と今泉に言われ、勝負を受けた坂道だが、あと一歩のところで惜敗する。それから数日後、坂道は関西から引っ越してきたばかりの少年鳴子章吉と友人になる。鳴子は中学時代に自転車競技で活躍しており、ひょんなことから坂道はその実力を知ることになる。
2人との出会いで今まで経験したことのなかった“自転車で速く走る楽しみ”を見出した坂道は、アニ研の部員集めを諦め、自転車競技部に入部する。小学生のときから自転車で秋葉原に通い続けていた坂道は、知らず知らずのうちにクライマーとしての基礎能力が鍛えられており、その資質を見出されたことから、先輩部員でクライマーの巻島裕介の指導を受けることになり、才能を開花させていく。

## 登場人物
車両メーカーの名称は劇場版を含むアニメ版では変更されているためその都度併記する。ただし一度併記したメーカーは以降は省略する。同じ人物が原作版とアニメ版でメーカーが異なる車両に乗っていたり、アニメ版のみしか車両の名称が記載されていない場合は本来のメーカー名で記載する。
文中の「〇年次」は坂道の学年を基準にしており、坂道が1年生の時の内容の場合は「1年次」と記載する。ゼッケン番号については基本的にインターハイ全国大会と劇場版アニメの「熊本火の国やまなみレース」（以下KHYレースと表記）を記載し、インターハイ県予選を含めた地方レースについては省略する。

### 総北高校・主要人物
千葉県佐倉市にある県立高校。校舎は小高い山奥の位置にあり、道幅が広く普段多くの生徒が利用している正門（幹線道路からの距離4km）と、道幅が狭く斜度が20％を超え激坂の裏門（同・2km）がある。
選手のジャージは黄色をベースに上部から横側の部分が白で、胸元に「総北高校　自転車競技部」の文字が、肩から腕にかけて赤いラインの上に白字で「SOHOKU」の文字が入る。原作版では上着横側に赤いラインの上から「KANZAKI C.S」の文字が入っているがアニメ版では省かれており、赤いラインの中に白いラインが入っている。
小野田 坂道（おのだ さかみち）
声 - 山下大輝
演 - 村井良大（1・3・4・6） / 小越勇輝（7・8・テレビドラマ） / 醍醐虎汰朗（10 - 12） / 糠信泰州（13・14） / 曽田陵介（16） / 島村龍乃介（17 - 20）
本作の主人公。総北高校1年4組→2年2組（2年次は今泉と同じクラス）。3月7日生まれ。魚座。血液型O型。九十九里西中出身。
天賦の才を持つクライマー。愛車は小学生の時から乗っているメーカー不明の一般的なママチャリと、寒咲自転車店からの借り物でフレーム素材にクロモリを使ったメーカー不明のロードレーサー。インターハイ後に、これも同店から借りている黄色のBMC（アニメ版は「BNC」）に乗り換える。
眼鏡がトレードマークのオタク。気が小さく、他人と話すことが苦手で、特に必要以上に元気のある体育会系の人間を苦手とし、入学当初はスポーツの部活には絶対入らないと決めていた。好きなものに対して非常に一途で、アニメや漫画の話になると一方的にまくし立てるといった母親似の面もある。敵意を出すことはほぼ無いが、初めての友達である今泉、鳴子、そして巻島に預けられたチーム総北を攻撃しようとした悠人には敵意を出している。
中学生時代は環境に恵まれていなかったため、高校入学を機にオタク仲間を作ろうとアニメ研究部の再結成を図ろうとするが失敗。同じ1年の今泉、鳴子、寒咲に出会ったことがきっかけで、自転車競技部へ入部を決める。
小学4年生のころから片道45km以上離れた秋葉原に、電車賃をグッズ購入費に充てるために自転車で通い続けている。しかも、その自転車は重量のあるママチャリに、ギア比を低くし漕いでも進んだ距離にならない細工がされたものであった。また、自宅の前は相当な激坂であり、激坂である高校の裏門坂も鼻歌を歌いながら平然と登る。そのためか、スポーツは苦手だが自転車に関しては初心者にもかかわらず相当なポテンシャルを秘めている。本人も楽しんでおり、坂道を登る際に笑顔になるほか、大好きなアニメ「ラブ☆ヒメ」のOP主題歌を口ずさむ癖がある。
入部以降はクライマーとしての資質を見出され「身軽な体躯」「目標に一途なメンタル」「軽いギアでもぶれないハイケイデンス（高回転）ペダリング」を特に評価される。同じクライマーである先輩の巻島に憧れており、その指導のもと才能を開花させていく。2年次にはインターハイ個人優勝とその後様々な大会で優勝してきたことから、「山王」の異名で呼ばれている
1年次インターハイ1日目はスプリントリザルト後の市街地の交差点で落車に巻き込まれ一時は最下位まで落ちるものの、チームに追いつくため100人抜きを達成。2日目、体調不良で順位を落とした田所を拾いチームに合流してメンバーを引き、大きく先行されていた箱根学園や京都伏見に追いつく。3日目は一度は集団に飲み込まれるが、一緒に飲み込まれた箱根学園の荒北と真波と共に追走し先頭に追い付き、エースである金城のケガによるリタイアや今泉のメカトラブル（フレームのクラック）による戦線離脱などもあり最終ステージを真波と共に競い総北悲願の優勝と個人優勝を果たす。
インターハイ終了後、精神的支柱であり慕っていた巻島が前倒しで卒業し海外に渡ったため一時スランプに陥るが、峰ヶ山ヒルクライムレースで、次期キャプテンである手嶋の走りをみて感化・奮起しスランプを脱出する。
2年次インターハイは前年度覇者ということもあり、1日目は複数の相手校からマークされ足止めをされるが、それを突破して山岳ステージを3位で通過、真波との山岳リザルト争いで力尽き、落車しそうになった手嶋を間一髪で救う。2日目は山岳ステージで真波と戦うことをレース前から楽しみにしており、最初は山岳ゼッケン獲得をオーダーされていたが、度重なるチームのトラブルなどによりそれどころではなくなってしまったため、真波との勝負を諦め今泉を先頭まで引くこととなった。その後御堂筋が1位となり圧倒される中、ゴール直前で京伏の水田に抜かれ6位に終わる。3日目、御堂筋との雨中のバトルで足を使い切った今泉に代わり、後ろから黒田と共に追いついてきた真波と再び最終ステージのゴールを争う。途中でアクシデントに見舞われ真波に大きく差をつけられるも、巻島の姿と声援を原動力に真波に追いつき、接戦の末に2年連続での総合と個人優勝を果たした。
KHYレースでは1日目の山岳ステージを任せられたが、巻島の抜けた穴は大きく本来の力を発揮できなかった。レース終了後の宿舎で手嶋から励まされ、2日目も山のエースを金城から任されることとなる。翌日早朝の自主練習で巻島と再会し、一般ながら参加することを聞きモチベーションを回復、レースでは最下位スタートの巻島を拾うために順位を落としていた3年生組と合流後は巻島と共に熊本台一と箱根学園に追いつくまでチームを引っ張りながら最終ステージのゴールを目指し、真波と共に巻島と東堂の白熱のバトルを後ろから目の当たりにした。
インターハイ直前に行われた合宿では、1年次は本人の知らない間に部室の隅にあった年代物の重いホイールに交換されていたため当初は挙動の変化に苦戦するが、巻島から種明しとアドバイスによりペースを上げる。4日目の雨の中で転倒しペダルを破損したため再度ペースを落とすも、途中でリタイアした手嶋から渡されたビンディングペダルとシューズを装着し、タイムアウト寸前で1000キロ走破した。翌年は前年同様車酔いのため途中で置いて行かれ、先に走っていた今泉らとは5周遅れでのスタートとなるが（ただし自転車自体に細工をしていたかは不明）、古賀と共に朝早くから走ることで周回遅れをカバーし、前年より5時間タイムを縮めて4番手で走破した。
ゼッケン番号はインターハイでは1年次が176、2年次は1。KHYレースでは006。
「BEST BOY」の文字の入った服をよく着ている。
今泉 俊輔（いまいずみ しゅんすけ）
声 - 鳥海浩輔 / 新田早規（幼少時代）
演 - 太田基裕（1・3・4・6 - 8） / 木村達成（テレビドラマ） / 和田雅成（10・11） / 猪野広樹（12・13） / 山﨑晶吾（14） / 砂川脩弥（17 - 20）
1年3組→2年2組。5月18日生まれ。牡牛座。血液型A型。市葉第三中出身。
オールラウンダー。愛車はスコット（アニメ版では「SCOLT」、車体色は青）。インターハイ3日目でヒビが入ってしまったフレームを電動コンポ付きでわずかに色が明るいフレームの車両に乗り換えている。苦手分野は特に無く、どんなフィールドでも安定した走りをみせ、無駄のないフォームは特に評価される。
非常にクールな性格で真面目な努力家。手を抜くことなく努力する人間には実力が足りずとも敬意を払うが、努力しない人間のことは見下し自分にも他人にも厳しい。坂道からは気さくで優しい友達思いと称されている。女子からの人気が高く親衛隊が存在し、峰ヶ山ヒルクライムでは似顔絵入り巨大横断幕で応援されている。また、自身の力を最大限に発揮するための冷静な計算に基づくライディングを売りにしているが、根は熱くなるタイプで極度の負けず嫌い。同じく負けず嫌いでライバル関係にある鳴子とは言い争いが絶えず、2人でエース争いをする他、同時に同じことを言い、互いに「真似するな」といって騒いでおり、坂道や綾に「仲いいなぁ」と言われている。真面目ゆえにメンタル面に弱点があり、本人も自覚しているが不断の努力で身に着けた力が自信となり、精神を支えている。
坂道の素質を最初に見抜き裏門坂レースを仕掛けた。その後自転車競技部を紹介するものの「足が千切れても走る覚悟がある奴が乗ればいい」と熱心に勧誘したわけではない。
幼いころは「目付きが悪い」、「態度が悪い」、「返事が小さい」と言われ続けていた無気力で友達のいない少年だった。ところが誕生日にロードバイクを買ってもらってから先頭の静けさを知り「先頭は静かだ」とロードを練習するようになる。中学生時代は県内屈指の自転車レーサーで、中学時代にある大会で「母親が事故にあった」と嘘をついた御堂筋に大差をつけられ準優勝で終わったが、それをバネとし高校入学後もさらに厳しいトレーニングを積み続けている。目標は世界最速。
作中では送迎車を使って通学をしていたこともあった。長らく家庭のことは詳しくは描写されていなかったが、両親の他に妹がいることが明らかになっている。
1年次のインターハイで、中学時代の因縁の相手である京都伏見の御堂筋と再会。中学時代の雪辱を誓うも、御堂筋の圧倒的な実力に一度はレースを断念しかける。金城の言葉で何とかレースを続けるものの、戦意は尽きようとしていたが、金城の勝利への執念の走りを目の当たりにして、自分と自転車の力だけで勝つという考えからチームの勝利のために走ろうと考えを改める。同時に、ネックであった精神面でも大きく進化して最終的に御堂筋へのリベンジを果たした。この年の結果は3日目山岳リザルトと総合6位。
2年次の1日目、レース前に手嶋から鳴子と共に「エースら自分たちで決めろ」とオーダーを受け、最終ステージで京都伏見の小鞠の混乱の間に先行した御堂筋を追撃する鳴子にこの日のエースを託す。その後、葦木場に敗れ2位でゴールした鳴子が表彰式で笑いを取るパフォーマンスを批判した鏑木に対し頭を掴んで注意する。2日目は鳴子・青八木・鏑木の3人がバラバラになった上に御堂筋にペースを乱された焦りから手嶋に八つ当たりする。青八木と鏑木の合流後に先の箱根学園と京伏に追いつくが、そこは既に先頭じゃなかったため坂道と二人で先頭まで追走し2日目のゴールを狙うも御堂筋に敗れ2位となる。3日目は昨年同様御堂筋と勝負することとなり、突然の雨でのバトルを制し後から来た坂道と合流するも、背後から真波と黒田が追い付いてきたため坂道に最後のオーダーを託した。御堂筋とのバトルで足を使い切ったため、結果的には黒田にも抜かれ総合4位でゴール。総北の選手で完走したのは坂道と今泉のみとなった。
アニメ劇場版の熊本のレースではメンタル面で調子の悪い坂道に代わり1日目の山岳リザルトに挑むも箱学や熊台に抑えられ4位、第3ステージでは金城のアシストに回る。2日目は最下位スタートの巻島を拾い3年生と合流するまで順位を落とさないよう金城からオーダーを受けていた。
インターハイ前の合宿では、1年生時は金城の指示でシフター（変速機）を封じられ、シフターを外した車両で1000キロを4番手で走破。翌年は鳴子と同様に年代物のホイールを装着し、1000キロを僅差ながら鳴子に次ぐ2番手で走破する。
2年生に進級後も1年生時と同様、同学年のまとめ役となるが自分はまとめ役には向いていない、人に合わせるのは苦手と何度も発言している。得意教科は古文。好きな色は青でUSAGIブランドの服を愛用している。アニメ版では卓球台のぎりぎりに当てて鳴子にフェイスショットをするなど卓球を得意にしている。
アニメ版ではエンディングショートアニメ（次回予告）で坂道のオタクに感化される描写があり、1期1話で「ラブ☆ヒメ」OP主題歌のサビを無意識に口ずさんだことに始まり、強制的にアニメを見させられたのち自主的に見るようになったり、坂道と映画館で劇場版を鑑賞し、ラブ☆ヒメのイベントに出掛けたりとその様子は徐々にエスカレートしている。なお、原作版ではアニメに興味を持っていない。
ゼッケン番号はインターハイでは1年次が175、2年次は2。KHYレースでは005。
鳴子 章吉（なるこ しょうきち）
声 - 福島潤 / 白石涼子（幼少時代）
演 - 鳥越裕貴（1 - 8） / 深澤大河（テレビドラマ） / 百瀬朔（10 - 14） / 北乃颯希（17 - 20）
1年6組→2年3組。8月28日生まれ。乙女座。血液型B型。関西境浜中出身。
スプリンター→オールラウンダー。愛車はピナレロ（アニメ版では「PINARRELO」、車体色は赤x黒）。
関西では名の知れたレーサーで「浪速のスピードマン」の異名を持ち、加えて「天才ロケッター」と名乗ることも。派手好きな性格で髪や愛車など身の回りのものはとにかく赤い。家族や友達思いで縁起を大事にする人情家。親の転勤で大阪から千葉に引っ越し、総北高校に入学した。弟が2人いる。
秋葉原で知り合った坂道の素質を見抜き、彼が同じ学校だと知って、自転車競技部への入部を勧めた。
目立つことを信条にしており、「速いのが一番目立つ」スプリンターを選んだ。反面、ただ目立てばいいわけではなく、あくまでレースで勝って目立ちたい様子。さらには地獄耳なのか、走りながら観客にツッコミを入れたりすることもある。得意分野は平地だが、苦手な山岳への対策も怠っていない。小学3年生から自転車競技を始めたが、当時は成績を出せなかったほか、小柄な体躯を馬鹿にされてきた。
坂道とは「くん」付けで呼ぶほど仲が良いが、今泉や田所とは何かと張り合う。今泉を「スカシ」、田所を「オッサン」などと呼ぶ。
インターハイ1年目は、1日目のファーストリザルトを田所、箱学の泉田と争い、結果的に田所のトップ獲得へ貢献した。また、落車した坂道や体調不良の田所を案じ、遅れている彼らとの合流を主張するものの、チームの勝利を優先する先輩たちからは却下される。そして3日目は金城と田所が離脱し4人で走る中スプリンターでありながらスプリントクライムで山を引き、走りながら観客とハイタッチを交わしたりカメラ目線を向ける荒業を見せる。そしてリタイヤを覚悟の上で箱根学園に追いつき戦線離脱する。
インターハイ後に今泉からオールラウンダーへの転向を勧められ、スプリンターへの拘り故に拒否していたが、久々に大阪を訪れた際に御堂筋と遭遇、一騎討ちで負けたらスプリンターを辞めると宣言し、対戦中に“羽化”した御堂筋に敗れたため、オールラウンダーへの転向を余儀なくされる。それに伴い新たに装着したZIPP（アニメ版ではZIIP）製のカーボンディープホイールを外している。
インターハイ2年目、1日目は序盤で泉田と勝負しそうになるところを今泉に止められる。最終ステージで小鞠の揺さぶりに混乱している間に先を走る御堂筋から目を離さずに追走し、後から追いついてきた葦木場と3人でゴール争いをするも、身長の差で葦木場に抜かれ御堂筋と同率2位となる。2日目はあえてオーダーに背き単独で先頭に食らいつき、坂道と今泉が追い付いた段階で後退し後続のチームと合流した。3日目は先頭に並ぶまでの勝負として真波との1対1のバトルを仕掛け、「羽根」を出した真波の走りに圧倒されるも、先頭が見えなかったため勝負としては真波に勝つ。その後追い抜いた京伏を追うべくサドルを外すなどの軽量化をし、京伏に追いついたところで戦線離脱してリタイアした。
アニメ劇場版の熊本のレースでは田所と1日目のファーストリザルトをどっちが獲るかで揉めていたが、広島呉南の追い上げと泉田の弾丸のような引きに危機感を感じアシストに回る。2日目はフルメンバーが揃った後坂道の指示で「恋のヒメヒメぺったんこ」を歌う場面では合いの手を入れていた。
インターハイ直前の合宿では、1年次は下ハン封じのためにバーハンドルに交換された車両で1000キロを5番手で走破。2年次は今泉と共に年代物の重いホイールを履いて走り、最終日途中から今泉とバトルになり1000kmを1位でゴールする。
ゼッケン番号はインターハイでは1年次が174、2年次は3。KHYレースでは004。
2年進級時のクラス替えで坂道と同じクラスになるよう教師にいろいろ頼みこんでいたが、結局は隣のクラスになる。
田所・青八木に並ぶ大食いではあるがパンよりご飯派。
金城 真護（きんじょう しんご）
声 - 安元洋貴
演 - 郷本直也（1・3 - 7・テレビドラマ）/ 林田航平（16） / 川﨑優作（17 - 20）
総北高校3年生（作中の時間経過で卒業→洋南大学理学部）。総北高校自転車競技部主将。12月1日生まれ。射手座。血液型O型。
2年時からエースを張るオールラウンダー。愛車はクロモリのロードレーサー（メーカー不明/中学時代）→トレック（アニメ版では「TRAK」、車体色は白）。
坊主頭に度入りのスポーツサングラスが特徴。普段は眼鏡をかけている。どんな逆境でも決して勝負を諦めない精神力の持ち主であり、「石道の蛇」の異名を持つ。あえて過酷な試練を与えることで、坂道ら後輩の素質を引き出そうとしている。無口で厳しい一面もあるが、優しく実直な性格。
インターハイでは、1日目に箱学・福富と京伏・御堂筋と熾烈なトップ争いの末に同着1位となる。しかし2日目は、今泉を精神的にサポートしつつトップ争いに絡んだものの福富に抜かれ2位となる。3日目には前日の無理が祟って足に異常をきたしながらもトップグループを維持していたが、山岳に入る直前で足が限界に達し、坂道たちへ後を託しつつリタイアした。
翌年のインターハイも3日間通して田所や巻島と共に応援に駆け付けているが、1日目の結果に危機的な状況を感じ、チームの元へは直接出向かなかった。
アニメ劇場版の熊本のレースでは1日目に福富・石垣と共に競いゴール直前までトップ争いを続けるも福富に抜かれ2位となる。2日目は田所と共に最下位スタートの巻島を拾い、1年生メンバーと合流する。
卒業後、洋南大学でも自転車競技部に入部、元・箱根学園の荒北、同・広島呉南の待宮とチームメイトになる。
ゼッケン番号はインターハイでは171、前年次は71。KHYレースでは001。
中学生時は自転車店の小さなクラブチームに所属していて、チームの先輩だった小関将に憧れており、買い替えの際は親を説得し小関と同じTREKを選んだ。しかしその小関が神戸へ転勤することになり、精神的支えを失ったことで一時は自転車を辞めることも考えていたが後に克服する。しばらくして巻島が退部しスランプ状態に陥っていた坂道にもこの話をしてスランプから立ち直らせるきっかけを作った。
巻島 裕介（まきしま ゆうすけ）
声 - 森久保祥太郎
演 - 馬場良馬（1・テレビドラマ） / 廣瀬智紀（3・4・6・7） / 栁川瑠衣（13）/ 田淵累生（16） / 山本涼介（17 - 20）
総北高校3年生（後に卒業前に海外へ留学）。7月7日生まれ。蟹座。血液型AB型(RH-)。
クライマー。愛車はジオス（アニメ版では「GIAS」、車体色は白）→タイム（アニメ版では「TIMA」、車体色は白）。イレギュラーを得意とし、長い手足を生かして自ら編み出した極端に車体を左右に傾けるという独特のダンシング走法を身につけている。その独特の走りから「頂上の蜘蛛男（ピークスパイダー）」の異名をもつ。本人曰く巷ではキモイ、コワイと言われているらしいダンシングだが、坂道からはカッコイイと尊敬されている。
口癖は「 - ショ」。タマ虫色と形容される緑を主体とし赤や青が所々にちりばめられた独特な髪の色をしていて、私服も奇抜なものが多い。目の下と口の下（両方左側）にホクロがあるのが特徴。家が金持ちで、今泉の家よりも大きい豪邸に住んでいる。趣味はグラビア鑑賞。
気を遣ったり会話を繋いだりするのが苦手だが、同じクライマーとして一緒に練習する機会の多い坂道と打ち解けるように金城や田所に促され、日々努力している。言葉で語るより「自転車で語る」ことが多い。坂道にとっては、悩んだ時や不安な時にいつもアドバイスをし励ましてくれる憧れの先輩で、その精神的支えでもある。そのこともあり、坂道に強い期待と深い信頼を抱いている様子。
インターハイでは1日目の山岳リザルトを狙うも東堂に僅差で敗れ2位、2日目は体調不良からスタートで遅れた田所を拾おうとする坂道に一度は反対するものの、金城からのオーダーを遂行する坂道の熱意に負け、田所を連れ戻すよう指示を出す。3日目は山岳ステージに入る直前での金城の離脱によりチームのまとめ役になる。総合は3位争いに挑むも足を使い切り、後から来た福富にも抜かれ5位に終わった。
インターハイ終了後はイギリスで独立している兄の仕事を手伝いながら大学に通うため、自転車競技部を途中退部し単位を前倒して9月から留学、向こうでの生活を始める。そのことに伴うショックで坂道が坂を登れなくなる不調に陥ったことから、去ってなおその存在の大きさを窺わせる。
翌年のインターハイでは空港で待っていた金城や田所と共に会場に向うが、金城の意向で総北メンバーと会うことはしなかった。2日目の夜に東堂と再会、練習走行をしていた坂道を立会人に金城から借りた車両で記録に残らない勝負を繰り広げた。3日目はゴール500mの地点で真波に引き離されて窮地に立っていた坂道に激励代わりに退部前に峰ヶ山で言った言葉を叫んだ。
イギリス留学中は、「筆まめ」というほどの沢山の手紙を坂道から貰って、近況報告を受けているが、手紙が苦手で一度も返事を書いたことはない。
アニメ劇場版は時系列的に彼の留学に絡む物語でもあり、それ故に劇場版のキーマンといっても良い存在であることが宣伝広告やTVCMで明らかにされ、熊本のレースでは1日目夜の最終便で熊本入りし早朝練習に励んだ坂道と阿蘇の山で再会。2日目オープン参加で出場、最後尾スタートのため後から総北メンバーと合流後総北メンバーを引っ張りながら先頭に追いつき、東堂と勝負を挑みトップでゴールする（ただし個人参加のため順位にはカウントされない）。箱学や熊台を追走中、金城を含めた他の総北メンバー全員が「恋のヒメヒメぺったんこ」を熱唱することに動揺していた。
ゼッケン番号はインターハイでは173、前年次は76、KHYレースでは513。
田所 迅（たどころ じん）
声 - 伊藤健太郎
演 - 大山真志（1・3・4） / 友常勇気（6・テレビドラマ） / 章平（7） / 滝川広大（17 - 20）
総北高校3年生（作中の時間経過で卒業）。10月16日生まれ。天秤座。血液型A型。
スプリンター。愛車はスペシャライズド（アニメ版では「SPECIALIZER」、車体色は白x赤）、トヨタ・プロボックス（実家の社用車、アニメ版はPANBOX）。「暴走の肉弾頭」の異名を持ち、先頭になってチームを引っ張るときは「肉弾列車」とも呼ばれる。
熊を思わせる巨漢で、大食漢。ラーメン屋の早食いの記録も持つ。豪快な性格だが細やかに気を配ることもでき、1・2年の後輩に対する面倒見も良い。アナログ派で録画にビデオテープを使用する。実家はパン屋の田所パン。
インターハイ1日目、鳴子、箱学の泉田と熾烈な争いを繰り広げグリーンゼッケンを獲得。しかし2日目、前日からの体調不良でスタートが遅れたものの、坂道の引っ張りと歌を歌いながら走ることの効果で無事チームに合流、チームのトップ争いに貢献した。3日目は山頂入り口地点までチームメンバーを引っ張り離脱、その後は箱根学園の新開と一緒に走り完走する。
アニメ劇場版の熊本のレースでは1日目のファーストリザルトを新開・待宮と共に競うも僅差で新開に敗れる。
卒業後は第一志望の明早大に落ちたことで筑士波大学へと進学する。自転車競技部がなかったため当初は旅がメインのサイクリング部へ入部した。サイクリングの楽しさを感じていたが、筑波山でオバケがでるという噂を聞き、筑波山を自転車で登ってた途中でオバケの状態だった東堂と再開する。東堂と互いに対等に戦える山下りで東堂と勝負をして、彼から自分と幼馴染の修作の2人で新たに自転車競技部を創部したことを聞き、田所の事情を察していたサイクリング部の先輩である靴野井の言葉もあって、サイクリング部を退部し自転車競技部に入部した。
ゼッケン番号はインターハイでは172、前年次は75。KHYレースでは002。
手嶋 純太（てしま じゅんた）
声 - 岸尾だいすけ
演 - 鯨井康介（8・9・テレビドラマ・10・11・12・13・14）
総北高校2年生 → 3年生（1年生時は5組だった）。2年次主将。9月11日生まれ。乙女座。血液型A型。
脚質はクライマー。愛車はキャノンデール（アニメ版では「cannondate」、車体色は黒x緑）。自らを凡人と称し、実力はいまひとつだが、非常に頭の回転が早い。真っ向勝負しかできない総北のメンバーの中で唯一、搦め手も使える策士だが、御堂筋のようにダーティーな手段を使うわけではなく、基本は真っ向勝負で挑む。
長くくせの強いパーマが特徴で、鳴子からは「パーマ先輩」と呼ばれる。実力はあるものの芽の出ない青八木をアシストしたり、坂道に対しては、合宿でプラペダルが折れた時に自分のビンディングペダルと競技用シューズを渡したり、レース中落車に巻き込まれ順位を落としたり巻島が退部してメンタル面で不調だった時には励ましたりと面倒見が良い。また、後輩たちに勝つため彼らの走りを研究したり、インターハイ中も裏方の仕事の合間を縫って青八木と共に猛トレーニングをこなしたりと、探究心の強い努力家でもある。右手のグローブには「必」の文字が入っており、青八木のグローブの「勝」と合わせて「必勝」を目指す意気込みが表れている。箱根学園の葦木場は中学時代の友人。自転車以外の特技はカラオケ。また、巻島の物真似も得意で、坂道や鳴子から神レベルと称されるほどであった。
無口な青八木の言いたいことを、言葉を介さずとも察することができる。また、その能力は2人がそばにいるからこそなし得る技だと考えられていたが、携帯のチャットですら青八木の送る「！」だけを見て意図を理解し対話している姿が見られた。2人のチームワークにより、接近してカーブを曲がっているときにドリンクを手渡しできるほど息の合った走りが可能となっている。得意技は本当にギリギリまで肉薄して心拍数すら合わせ走る「直線同調走行（シンクロストレートツイン）」。
本人には他のメンバーが持つようなオーラはないが、インターハイの真波との勝負の中、限界を超えると瞳が赤く輝く描写があった（アニメ版）。
長年、自転車競技をしていたものの成績を出せず、限界を感じて高校入学前に一度引退を決意している。入学後に青八木と知り合い自転車競技を再開。互いの短所を補うことで2人揃ってのインターハイ出場を目指す。また、自分に目をかけてくれた田所を尊敬しており、田所と共にインターハイに出場することを目指していた。
2年生時の合宿にて、インターハイ出場を賭けた勝負で1年生3人に敗北。田所と共にインターハイに出場するという夢は叶わなかったが、自らの至らなさと1年生たちの才能を素直に認め、インターハイではチームのため裏方に徹した。
インターハイが終了し、上級生の引退後は主将に任命され、巻島の途中退部が原因で走れなくなった坂道をもう一度奮起させるような熱い走りを魅せるなど、得意の努力と面倒見の良さで主将らしさを発揮する。巻島が退部直前に託した言葉を受けてクライマーを目指すものの、クライマーとしてのセンスと能力は巻島・坂道に比べると凡人並みで、本人もそれをよく理解している。それ故に主将としてチームがどうあるべきかいつも考えている。
翌年の合宿ではGPS内蔵のサイクルコンピュータ（以下サイコン）を装着し、青八木と10m以内に近づけなくする（近づくと警告音が鳴る）仕掛けをし、合宿中の「チーム2人」を解散する。さらには坂道と共に遅れてやってきた古賀からメンバー入れ替えの挑戦を受けることとなるが、凡人の才能を見せつけ勝負に勝つ。そして6番手で1000キロを走破した。
今泉曰く「努力していないところを見たことがない」の言葉通り、選手として初めて出場するインターハイでゼッケン1番の坂道が他のあらゆるチームに固められ「いろは坂」でクライマーを失うと自ら真波を追い、真波に「羽根」を出し離されても追いつき一瞬気絶するも持ちこたえ、真波に「全力を出しておかなければ勿体無い」と言わしめるほど追い続けた。真波がメカトラブルによって減速したことに気付かず追い越すが、観客の声でそれに気付きリザルトラインまで残り300mのところで待つ、フェアな戦いを求めた。結果は2位だったものの、真波からは「強い人」と、のちに泉田からも「強く勇気のある男」と評される。3日目は一度は集団に飲み込まれるも一緒に飲み込まれた青八木と共に抜け出し、広島呉南の浦久保とのセンサーチップを賭けたバトルに勝利する。その後、山岳ステージでは葦木場と戦い悲願の勝利を手にするが、ゴール後にリタイアしたため山岳ゼッケンの権利は葦木場に渡ることとなる。坂道が総合優勝をしたことでチームとして表彰台に上がることとなった。
アニメ劇場版の熊本のレースでも青八木や杉元と共に裏方に回り、1日目終了後の宿泊先で、レース中調子の出なかった坂道を励ましている。
ゼッケン番号は2年次のインターハイでは5。
青八木 一（あおやぎ はじめ）
声 - 松岡禎丞
演 - 八島諒（8・9・テレビドラマ・10・11・12・13・14）
総北高校2年生 → 3年生（副主将）。2月24日生まれ。魚座。血液型AB型。
スプリンター。愛車はコラテック（アニメ版では「cortatec」、車体色は青）。ここぞというところで実力を発揮するが、マネジメントが下手で芽が出ないタイプ。自己紹介するときには「いちばんのいち」と語っている。
無口で暗そうな外見の部員。鳴子からは「無口先輩」と呼ばれている。手嶋と2人でインターハイに出場するのが夢。1学年上の田所を尊敬しており、手嶋と共に揃ってインターハイに出場することを目指していたが、出場をかけた2年時の合宿で1年生3人に敗北する。そのためインターハイではチームのため裏方に徹した。翌年の合宿では手嶋の車両に装着されたものと同じサイコンを付けて手嶋に近づくことを禁じた状態で4番手で完走する。
田所に並ぶ大食いで鳴子と共に早食い競争をしていることもある。「！」マークの入ったTシャツを着ていることが多い。前述のとおり、右手のグローブには「勝」の文字が入っている。
田所から技を伝授されており、「酸素音速百万噛食物摂取」「酸素音速肉弾丸」「酸素音速肉登り」に加え自ら生み出した「青八木純正酸素音速肉弾丸・バンビスタイル」がある。なお、「恋のヒメヒメぺったんこ」も教わっている。
3年生時に副部長となりレギュラーに昇格。1年生の鏑木を、スプリンターとしての脚質は3年生時の田所を超える可能性があると考えて高く評価し、練習に励む鏑木にアドバイスを記したメモを通してコントロールすると共にその成長を見守る。
2年生時までは口数も少なく極めて地味な存在だったが、副部長に任命されて以降は雰囲気が大きく変わる。
インターハイでは特に順位に絡むような大きな活躍はないものの、1日目スタート時に古賀も心配するほどゼッケン1番のプレッシャーに押し潰されそうになった坂道の緊張を解したり、2日目は体調を崩して後退した鏑木の救出に向かったりとチームをサポートする。3日目は集団に飲み込まれた手嶋を救出し、手嶋と浦久保のセンサーチップを賭けた広島呉南とのデスバトルではライン直前で手嶋を押したままスプリントして勝利する。そして合流後にチームを引き、先方を走っていた箱根学園の集団に追いついたあとに戦線を離脱しリタイアする。
ゼッケン番号は2年次のインターハイでは4。
鏑木 一差（かぶらぎいっさ）
声 - 下野紘 / 伊達朱里紗（幼少時代）
演 - 椎名鯛造（8・テレビドラマ・11） / 江口祐貴（10） / 原嶋元久（12・13・14）
総北高校1年。花目川中出身。誕生日は1月15日。山羊座。血液型はB型。4人兄弟の末っ子。入学初日に自転車競技部に入部。本人は自身の脚質をオールラウンダーと自任しているが、キャプテンの手嶋などからはスプリンターとしての素質を見出されている。愛車はフェルト（アニメ版では「FOLT」、車体色は白）。社会人チーム「チームSS」に所属していた経験者で、自信家だが協調性にはやや難がある、そのため今泉や鳴子からは「イキリ」と呼ばれ（他に、鳴子からは「カブ」、銅橋から髪の色から「オレンジ」とも呼ばれている）、段竹からは自転車を除けば小6レベルと言われている。部長の手嶋に新入生レースで段竹と共に1・2着でゴールしたら、インターハイ出場を確約してほしいと申し出て、1着でゴールするものの、2着が杉元（兄）だったため、自分1人でインターハイのメンバーに入ると申し出て受理される。合宿では手嶋・青八木と同じく段竹と走行中10m以内に使づくことを禁じられ、手嶋らと同じサイコンを装着して走り5位で完走。
インターハイは県大会予選ではトラブルが発生するものの1位でゴール。全国大会1日目のスプリントリザルトを箱学の銅橋と争ったが僅差で敗れ、1日目の終了後第1ステージを2位でゴールした鳴子の表彰式でのパフォーマンスを批判し今泉に激昂される。その後蓄積した疲れから気を失って倒れてしまう。2日目は体調不良で一時は戦列から離れるものの古賀の後押しや青八木の救出によって復帰、途中の集団までは反対に青八木を引いていた。3日目はチームを引っ張ることを優先しスプリントリザルトで飛び出さなかったため同じく箱根学園のチームを引っ張っていた銅橋と同着になり、山の手前までチームを引き戦線離脱しリタイヤする。
ゼッケン番号は2年次のインターハイでは6。
好物は「オレンジビーナ」という炭酸飲料で、青八木がそれとアドバイスを記したメモを置いたときは「オレンジビーナの神様がいるんだ」と思い込み、神様の言うことには素直に従っている。
坂道のことは入学初日に同じ新1年生と思い非礼な態度を取り、学校内での先輩としての威厳のなさに苛立ちを感じていたが、個人練習での走りを目の当たりにして考えを改める。そのためか今泉や鳴子には反抗的な態度は取るものの、坂道の言うことは素直に聞いている。

### 総北高校・自転車競技部関係者
寒咲 幹（かんざき みき）
声 - 諏訪彩花
演 - 桜井美南（テレビドラマ）
坂道の隣のクラスの女子生徒で、総北高校自転車競技部のマネージャー。1年5組 → 2年2組。鳴子と上級生からは「マネージャー」と呼ばれている。
大の自転車フリークで、自転車の話になると目の色が変わる。今泉とは幼少時からの顔見知りである。自転車で秋葉原まで行くという坂道に興味を持つ。
実家は自転車販売店で、兄の通司は部のOB。その関係で、実家の店ごと部のイベントをバックアップしている。
1年目の合宿後の補習授業前にセクハラをした鳴子をすまし顔でモップで殴打している。綾曰く「手加減を知らない」。1年次のインターハイで広島呉南の待宮からセクハラを受けた時も毅然とした態度で立ち向かうなど、芯が強い性格。
橘 綾（たちばな あや）
声 - 潘めぐみ
演 - 野口真緒（テレビドラマ）
幹の同い年の友人でいつも行動を共にする。1年6組 → 2年2組、テニス部所属。体育会系の性格で気が短く、本人曰くガサツな性格。オタクを見るやすぐ鉄拳を振るい、ほぼ初対面の坂道を殴打したことも。坂道のことを「メガネ」と呼ぶが、自身はその坂道からなかなか名前を覚えてもらえない。一方でインターハイでの坂道の活躍を内心すごいと思っており、照れながらも激励の言葉をかけた。
自転車への興味は薄いが、2年次のインターハイでは幹たち自転車競技部に同行しサポートを務めた。3日目の坂道のゴール後に杉元を差し置いてダッシュで坂道を抱きしめた。
アニメ版ではインターハイ1年次は箱根に親戚がいることで2日目に宿泊先に駆け付け、3日目は幹たちと一緒に応援をしている。原作版では応援に駆けつけておらず、幹からの伝聞で坂道の優勝を知った。
杉元 照文（すぎもと てるふみ）
声 - 宮田幸季
演 - 山本一慶（8） / 平井浩基（テレビドラマ）
1年4組→2年生（クラスは不明）。
誕生日は7月1日。蟹座。血液型はA型。
ルーラー（オールラウンダー）。愛車はコルナゴ（アニメ版では「COLMAGO」、車体色は白）。得意分野はロングライド。
坂道のクラスメイト（1年生時）。中学時代から趣味でロードレーサーに乗っており「ボクは経験者だから」が口癖。やや気が小さく自慢屋だが根は親切で、気になるインターハイ予選より授業を優先したり、後輩のルール違反を諌めたりするなど真面目な面も見せる。
自転車に一心不乱に没頭する坂道や今泉、鳴子らとはやや温度差がある。1年時の合宿には出席したものの、ノルマを達成できず途中棄権した。インターハイでは幹や2年の青八木、手嶋らと共に裏方に回っている。
その時の悔しさから一念発起し、兄として立派なところを見せるためまた今泉の背中を押すアシストになろうと今泉に教えを乞い翌年の1年生レースに2年生として1位のノルマを課して参加するも、僅差で鏑木に敗れたためレギュラーにはなれなかった。
2年目の合宿は191周でタイムアウトし、インターハイでは古賀や段竹らと共に裏方に回った。
古賀 公貴（こが きみたか）
声 - 中村悠一
演 - 輝馬（8・テレビドラマ） / 田川大樹（10） / 本川翔太 （11・12・13・14）
総北高校2年生 → 3年生。オールラウンダー。誕生日は6月4日。双子座。血液型はA型。
2年生時のウェルカムレース後の上級生と1年生の個人練習において杉元と組む場面がある。愛車はメリダ（アニメ版では「MORIDA」、車体色は黄緑）。中学生のころは「轟音の古賀」と呼ばれていた。
用具の手入れをしていることが多い、眼鏡をかけた優しそうな先輩部員で、1年生レースでは自転車で最後尾のフォローもしている。中学生のころは陸上部で、最後まで残って練習していることから「体力バカ」というあだ名を付けられていたが、金城には「愚直で一本気な良いあだ名」と褒められた。
1年時は最も期待されていて、1000キロレースで900キロメートルの時点で脚が痛み出したが無理をして980キロメートルまで走った所でリタイアする。それでも特例でインターハイに出場しており、2日目に福富と共に落車し病院に搬送された金城の代わりにエースとして出場するが脚の痛みが完治しておらず、集団を追い抜こうと焦り無理をしすぎたために下りの急カーブに気付かずコースアウトして崖の下に落下、肩を強打しリタイアする。
2年時は合宿を欠席しており、課せられるノルマの過酷さが理由と思われていたが、実は怪我が完治していなかったためと後に判明する。インターハイも自分が同行すれば前年のような事態になるというゲン担ぎから学校で留守番をし坂道たちに勝利を託す。レース終了後、帰路に向かう通司から優勝の知らせを聞き涙ぐんでいた。
3年時の合宿では怪我が完治したことから1000キロレースに出場する。主将の座を賭けて手嶋に勝負を挑み、凡人の力を見せつけられダンシングで本気を出すが敗北する。手嶋の実力を認め、総北チームを任せた。その後も周回を重ねながら坂道に走り方のアドバイスをし、タイムアウト直前に悲願の1000キロ走破を達成した。インターハイでは大会直前にビデオカメラを装着した車両で自ら大会のコースを実際に走ってメンバーを自宅に集めてアドバイスをしたり、大会時も杉元や段竹らとともに裏方に回り、1日目の事故渋滞によってサポートカーが足止めをされた際に杉元と共に選手用のスペアバイクを使って補給地点に向かったほか、2日目では鏑木の体調の異変に気付き、体調不良で調子の出なかった鏑木を後押しする。そして3日目に坂道がゴールした時も真っ先に坂道を抱き抱え、優勝したことを称え涙を流していた。
手嶋とは1年時は仲が良くお互いを名前で呼び合う仲だったが、前年のインターハイで手嶋らの反対を押し切って3日目金城の抜けた穴を埋めるべく走ろうとして落車、大怪我をして以降は手嶋とは疎遠の仲になる。だが3年時の合宿を機に和解、再びお互いを名前で呼び合うようになる。
アニメ版では2期まではほぼモブキャラ扱いで原作よりも扱いが小さかったり一部シーンを別キャラに置き換えるなど出番が少なかったが、3期では合宿以前にも主将の引継ぎや3年生の送別会に登場していた。
ゼッケン番号はインターハイ（前年）では73。
手嶋曰く、ピザが好物。
段竹 竜包（だんちく りゅうほう）
声 - 羽多野渉
演 - 植田慎一郎（8・テレビドラマ・10）
総北高校新1年。誕生日は9月30日。天秤座。血液型はО型。3人兄妹の長男。
入学初日に幼馴染の鏑木とともに自転車競技部に入部。愛車はスペシャライズドのS-WORKS（アニメ版では「C-WORKS」、車体色は白x赤）。鏑木と一緒に社会人チームに所属していた経験者。緊張がすごい。無口な落ち着いた雰囲気で、明朗な鏑木とは対照的だが良いコンビで、常に数歩退いた態度で鏑木をサポートする。鏑木が自分1人でインターハイのメンバーになると手嶋に申し出た際には、「それで良い」と後押しした。合宿では鏑木と同じ装置（サイコン）を付けて走り、杉元（兄）と共に955キロメートルで時間切れ。
インターハイでは古賀や杉元らと共にサポートに回り、2日目の夜に青八木から極秘でテーピングとマッサージを頼まれる。そして3日目最終ステージでの坂道の姿を見て改めて坂道の実力を再認識した。
杉元 定時（すぎもと さだとき）
声 - 市来光弘
演 - 中村太郎（8・テレビドラマ）
総北高校新1年で、杉元照文の実弟。「照ちゃん」と呼び慕う兄とは似ても似つかぬ容姿で、頭1つ抜きん出るほどの大柄な体格は、鍵の掛かった部室の引き戸を開けようとして外してしまうほどの怪力を有している。「おん」が口癖で、他人のフォームのコピーが得意。インターハイで活躍した坂道に憧れている。愛車は照文と同一のコルナゴ。1年生レース時に鏑木のことを「アブラギくん」と呼んで照文に指摘される。合宿は820キロメートルで時間切れ。
インターハイ1日目は渋滞でゴールに間に合うかどうか見当のつかなかった古賀の指示でゴールに向かう選手の応援を頼まれ、表彰式では沢田ら他の1年と共に鳴子の声援をした。
沢田（さわだ）、ゴリ蔵（ゴリぞう/本名不明）
声 - 米内佑希（沢田）、かぬか光明（ゴリ蔵）
総北高校新1年、共にスプリンター。アニメ版ではそれぞれトレック（青）とアンカー（赤）に乗っている。ゴリ蔵は沢田より体格が大きく、鳴子曰く口が大きくて大食らい、更に「おほっ」と「ハイペース」が口癖で、犬が好き。
鳴子が「小狡い」と言う通り、1年生レースで市街地であるにもかかわらず指示に反して2人で飛び出し、2年の杉元に諭される。しかし1年生レース以後はそのような小狡さは消えつつある。
合宿はそれぞれ150キロメートルと130キロメートルで1日目リタイア。
インターハイではサポートに回っており、1日目はゴール前の場所取りをしたり、古賀からゴールする選手を迎い入れるよう指示を出される。レース終了後は沢田は鳴子の表彰式への声援に、ゴリ蔵は手嶋のマッサージを手掛けていた他、突然倒れて気を失った鏑木を坂道とともに団扇で扇いでいた。
Mr.ピエール
声 - 堀内賢雄
総北高校自転車競技部監督。外国人だが国籍は不明。英語教師をしている。陽気な性格で、普段使いの片言の日本語と、大事なことを伝える時の流暢な日本語とを使い分けている。
寒咲 通司（かんざき とおじ）
声 - 諏訪部順一
演 - 倉貫匡弘（1） / 安里勇哉（7・テレビドラマ） / 村上渉（16）
幹の兄で、総北高校自転車競技部OB。初登場時20歳（金城らの2学年上）。実家である寒咲自転車店の従業員。面倒見の良い性格で、移動用車両の運転や競技用自転車のレンタルなど、総北高校自転車競技部を多方面からサポートする。3年時には主将を務めており、当時1年生だった田所が体格の不利に苦しんでいた際にアドバイスをしたり、巻島の車両のトラブルを見抜きフレーム交換を勧めた。
桜井 剛（さくらい つよし）
声 - 瀬水暁
1年生。中学時代は野球部のレギュラーだった。1年生レース4位。
最後に姿が描かれたのは1年生時の個人練習で、最後に名前が出たのは風邪により欠席した合宿だが、アニメ版3期4話の自転車競技部の送別会で金城らの寄せ書きにも書いてあることから退部はしていない模様。愛車は不明。アニメ版ではキャノンデール〈車体色は黒〉に乗っている。
川田 拓也（かわだ たくや）
声 - 下和田ヒロキ
坂道と同学年で、坂道より先に総北高校自転車競技部に入部していた部員。愛車はジャイアント（アニメ版では「GLANT」、車体色は白）。1年生ウェルカムレースのあと退部し、中学の時に所属していたテニス部に転向した。
谷口（たにぐち）
総北高校2年生 → 3年生。
野球帽をかぶっていてモブキャラクター的に描かれている。合宿はそのノルマの過酷さゆえに2年生時は出席を辞退し、3年生時も参加はしていない。アニメ版の1期と3期では別人と思えるくらいに姿が変わっている。

### 総北高校・その他関係者
東戸（ひがしど）
声 - 大畑伸太郎
総北高校2年1組→3年、バレー部所属。南中出身であだ名は「ヒガシマル」。手嶋と葦木場とは中学時代の同級生で同じ自転車競技部だったが、葦木場からはなかなか名前を覚えてもらえていない。
インターハイ終了後、主将になった手嶋にカラオケに誘おうとするが、当の手嶋は部のことで頭一杯だったため断った。2年目のインターハイでは1日目はスタート前に会場へ応援に駆け付け手嶋と顔を合わせ葦木場とも再会、3日目では手嶋と葦木場が戦っているのを職員室のラジオで聞き、思わず「2人ともガンバレ」と叫んでいた。バレー部は2・3年時ともに県予選で敗退している。
岩瀬（いわせ）
手嶋が気になっているというバレー部所属の女子生徒。東戸が手嶋にカラオケに誘う時に手嶋のものまねメドレーの話をして誘っていた。姿は東戸のスマホの写真でしか登場していないが、アニメ版の3期2話エンディングの提供バックで部室にいた坂道の背後に目を光らせて現れ、坂道が脅える描写がある。
体育教師
坂道が苦手としている教師で氏名不詳。ラグビー部のジャージを着ている。坂道がアニメ研究部部員募集のチラシを貼ろうとしたところに現れ、坂道を罵倒した挙句、アニ研のチラシを剥がして破り捨てる。アニメ版では登場していない。

### 箱根学園
神奈川県足柄下郡箱根町にある高校で、ロードレースの名門校になっている。「全員がエース」を自負し、箱根特有の坂道を活かした脚力で他を圧倒する。通称「箱学（ハコガク）」。
選手が着用しているジャージは青みがかかった白地に胸元には赤い2本ラインと「箱根学園」の文字が、肩に青いラインで右側が「HAKO」、左側に「GAKU」の文字が、横側は黄色いラインに「KANAGAWA」の文字が入る（アニメ版は黄色いラインの中に白いラインに変更されている）。
福富 寿一（ふくとみ じゅいち）
声 - 前野智昭
演 - 森本亮治（1） / 小林且弥（2） / 滝川英治（3 - 7・テレビドラマ） / 前田剛史（9）/ 勇翔（16）/ 高崎俊吾（17 - 20）
箱根学園3年生 → 明早大学法学部。箱根学園自転車競技部主将にしてエース。3月3日生まれ。魚座。血液型B型。
脚質については作中明記されていないが、平坦での独走力とヒルクライムでの登坂力、さらにはゴールスプリントでも能力が高い描写がなされ、オールラウンダーとして描かれている。愛車はビアンキ（アニメ版では「Bianche」、中学時代から乗っていた車両だが現在は荒北が乗っている）→ジャイアント（車体色は黒）。
新開とは秦野第一中学校からの同級生で、自転車競技部の部長と副部長の関係であった。中学時代は後輩から「山の福富」と評されている。
トゲトゲの金髪と黒く太い眉が特徴。ロードレーサーの家系に生まれたサラブレッド。そのためか自負心が強く「オレは強い」が口癖。しかし前年度のインターハイで金城と競り合った際、見下していた筈の金城の闘志と実力に次第に圧倒され、抜かれた瞬間思わず金城のジャージを掴んでしまい、共に落車してしまう。のちに総北高校へ赴いて金城に謝罪し、「最強のチームを作り上げて正々堂々と勝負し、勝つ」ことこそが贖罪になると考え、最強のメンバーを束ねて再びインターハイに挑んだ。
荒北にロードバイクを教えた張本人であり、現在荒北が乗っているビアンキは福富のものである。
インターハイでは1日目・2日目のステージ優勝（1日目は総北・京伏と同着）、3日目の山岳ステージでは今泉に抑えられて2位となる。
劇場版の熊本のレースでは1日目のステージ優勝を獲得している。
進学した明早大学でも自転車競技部に入部。同校に進学した新開と、元・京都伏見の石垣ともチームメイトとなる。
ゼッケン番号はインターハイでは1、前年は6。KHYレースでは011。
坂道とはインターハイの期間中直接会話するシーンはないものの、半年後に秋葉原の喫茶店で偶然顔を合わせ、インターハイで箱根学園に勝ったことを謝る坂道を金城の言う「意外性」と評したうえで、（優勝したことを）誇れと話す。そして帰り際に「強くなれ」と励ましの言葉を送る。
真波 山岳（まなみ さんがく）
声 - 代永翼
演 - 植田圭輔（2 - 8・テレビドラマ） / 谷水力（9 - 11） / 杉山真宏（12 - 14）/ 中島拓人（17 - 20）
箱根学園1年生 → 2年生。5月29日生まれ。双子座。血液型AB型。
クライマー。愛車はLOOK（アニメ版では「LOCK」、車体色は白）。選手層の厚い箱根学園で1年生にしてレギュラーを勝ち取る実力者。風をよみ羽根が生えたかのように加速する特技があるが、風がない時でも山頂に近づけばその羽根を出す（ような加速をする）ことが可能。そのため2年次には出場した大会で圧倒的な成績を出しコースレコードを幾つも出してきたことから「天空の羽根王子（スカイプリンス）」という異名がつけられた。
遅刻魔でルーズな性格。自由気ままに自転車で山道へ繰り出し、いつも幼馴染みの宮原に怒られている。自転車で大好きな坂を登ると自然と笑顔になり、「俺、生きてる！」と叫ぶこともある。
幼いころは病弱であまり運動ができなかったこともあり、自転車の楽しさを知り体も元気になってからはその喜びに生を感じるようになった。
合宿へ向かう途中だった神奈川県で坂道が乗り物酔いと暑さに倒れていたところを偶然通りかかり、その坂道を助けたことが坂道との出会いのきっかけとなる。その時坂道にドリンクをボトルごと渡して去るが、後に3年の荒北に合宿中の巻島を偵察して来いと言われ、巻島を偵察に行った際にまたもや坂道と遭遇し、その実力を認める。その時坂道がボトルを返そうとするが、インターハイで返して欲しいと再会を宣言する。
インターハイの1年次は3日目のゴールで坂道と対戦するが僅差で敗れ総合2位、総合優勝を逃した自責で自分を追い込み坂道とも疎遠になっていたが、3年生追い出しレースで東堂から励ましを受けて元に戻る。
2年目の部内メンバー選抜トーナメントでは対戦相手が全員棄権したため、箱根学園史上初めて不戦勝でメンバーに選抜された。インターハイでは1日目のいろは坂で手嶋と戦うこととなる。最初は彼に全く興味がなかったが何度引き離しても追いついてきて、「羽根」を出してもなお諦めず追いつく手嶋に興味を持ち始め残り4kmのところで勝負を受け入れる。ゴール残り400mのところでメカトラブルに遭うも、フェアな戦いを望む手嶋も先で立ち止まり、接戦の末1日目の山岳ゼッケンを獲得する。2日目は山岳ステージで坂道と争うことを期待していたが、坂道が追い付いた際は既に先頭ではなくなったため戦うことができなかった。そして3日目は黒田のアシストで先頭の総北に追いつき、昨年に続き坂道と再度ゴール争いをするも僅差で敗れた。レース直後に疲労困憊の中、坂道と来年のインターハイで1日目に再び戦おうという再戦の約束を交わした。
アニメ劇場版の熊本のレースでは東堂の指示で山岳リザルトを獲得。2日目は東堂と巻島の走りを坂道と共に追いかけた。
間接的に（旅館の道を案内した礼に帽子を貰ったことで）坂道の母とも面識がある。その相手が「坂道の母」であることは知らないものの、前年のインターハイで応援に来ていた人だと認識している。
ゼッケン番号はインターハイでは1年次は6、2年次は13。KHYレースでは016。
東堂 尽八（とうどう じんぱち）
声 - 柿原徹也
演 - 玉城裕規（1 - 3・テレビドラマ Season2） / 北村諒（4 - 7・テレビドラマ Season1） / 佐藤祐吾（9） / 秋葉友佑（13・14）/ 遼太郎（16）/ フクシノブキ（17 - 20）
箱根学園3年生 → 卒業。8月8日生まれ。獅子座。血液型A型。
箱根学園のエースクライマー。愛車はメーカー不明のママチャリ（年代物で「スーパー買い物号」という名前が付けられている） → リドレー（アニメ版では「REDKEY」、車体色は白）。ロスのない動きにより音も無く加速する「スリーピングクライム」を得意とし、「山神」の異名を持つ。
自らを美形と称するナルシスト、かつポジティブな性格で、指をさす決めポーズがある。普段は軽そうな言動・性格だが、自転車に関しては非常に理知的で戦略的。また「眠れる森の美形（スリーピングビューティー）」の二つ名を自称する。常にカチューシャを頭に着用し、時代がかった古風な話し方をする。
総北の巻島とライバル関係にあり、公式戦14戦中7勝7敗、個人的に練習で競った結果も五分である。巻島のことを「巻ちゃん」という独自の愛称で呼んでおり、作中でも度々連絡を取っている様子が見られる。また坂道のことを「メガネくん」と呼び、当初はビジュアル的に三下と評したものの後に「優れたクライマーだ」と評価を改めた。
ライバルは共に成長するために必要不可欠という持論があり、後輩である真波にもそれを諭していた。
1年次のインターハイでは1日目の山岳リザルトと総合の3位を獲得。
翌年は2日目の山岳ラインまで駆け付けたが、ライン争いの相手が坂道と真波ではないことを知りゴールに向かう。その夜、真波の様子をうかがった後に山で巻島と再会し、途中で合流した坂道を立会人に記録に残らないレースを繰り広げた。
アニメ劇場版の熊本のレースでは巻島が来ていないことを坂道から聞きモチベーションを落とすも、1日目の山岳リザルトは熊本台一の吉本を押さえる側に回り真波にリザルトを譲り2位になる。2日目も巻島がいないことでモチベーションが落ちスタート時は地面に寝そべるほどだったが、巻島が来ていることを坂道から問い詰め、最後尾にいるのを確認した途端に復活する。レースは接戦の末僅差で巻島に敗れたものの、飛び入りで参加した巻島の順位はカウントされないため総合優勝となる。
実家は温泉旅館「東堂庵」を経営しており、1期総集編「Re RIDE」では坂道と巻島を招待していた。
卒業後は筑士波大学の医療心理学部に進学。当初は巻島の進学先と聞いていた福富や新海と同じ明早大学に進学希望するつもりであったが、巻島からイギリス留学の話を聞いた後に、幼馴染の修作との電話の中で巻島がイギリスで進学する大学の名前を聞き、自身が進学する筑士波大学が巻島のイギリスの進学先の大学と姉妹校で留学制度があることを聞いて、筑士波大学への進学を決めた。筑士波大学には自転車競技部が無かったが、秀作と共に自転車競技部を創部した。
インターハイでのゼッケン番号は3。KHYレースは013。
新開 隼人（しんかい はやと）
声 - 日野聡 / 小清水亜美（幼少時代）
演 - 宮崎秋人（2 - 6・9・テレビドラマ）/ 高田舟（16）/ 百成瑛（17 - 20（19・20は冒頭のみ））・村上渉（19・20（本編））
箱根学園3年生 → 明早大学経済学部。7月15日生まれ。蟹座。血液型O型。
箱根学園のエーススプリンター。愛車はサーヴェロ（アニメ版では「cergelo」、車体色は黒）。飄々とした雰囲気を漂わせる気のいい好漢だが、猛獣のような殺気漲るスプリントを真骨頂とし「箱根の直線鬼」の異名を持つ。
青メッシュの入った赤髪に厚い唇とタレ目が特徴。3年生メンバーや田所のことを下の名前で飛んでいる。補給食としてパワーバーを携帯して、レース中によく口にしたり仲間や他校の選手にも分け与えたりしている。
主将の福富とは中学時代からの同級生で、中学では自転車競技部の部長と副部長の関係であった。
様々なレースで何度も優勝を飾るほど才能に溢れており、2年生時にインターハイのメンバーに福富と共に選ばれるが、直前のレースでウサギを轢き殺してしまったトラウマから自転車を全力でこげなくなっていたため出場を辞退した。この時に残されていた子ウサギを「ウサ吉」と名づけて箱根学園の敷地内で飼っていた。
その後仲間の支えもあって自転車には乗れるようになったが、「敵の左側を抜けない」という弱点だけは克服できずに残り、インターハイではそれを御堂筋に突かれて苦戦するも、レース中に克服してみせ箱根の直線鬼の復活となった。わずかな差でおよばなかったものの御堂筋と互角のスプリント勝負を繰り広げた。3日目は山岳入口まで田所と共に競いながらチームメンバーを引っ張り離脱、その後追いついた田所と健闘を称えあいゴールまで一緒に走って完走した。
アニメ劇場版の熊本のレースでは田所と待宮の3人で1日目のファーストリザルトを争い、僅差でグリーンゼッケンを手にする。
進学した明早大学でも福富と一緒に自転車競技部に入部。同校に進学した京都伏見の石垣ともチームメイトとなる。
ゼッケン番号はインターハイでは4、KHYレースは014。
荒北 靖友（あらきた やすとも）
声 - 吉野裕行
演 - 鈴木拡樹（1 - 6・テレビドラマ Season1） / 木戸邑弥（9・テレビドラマ Season2）/ 時人（16）/ 相澤莉多（17 - 20）
箱根学園3年生 → 洋南大学工学部。4月2日生まれ。牡羊座。血液型A型。
脚質については本編中で明記されていないが、「運び屋」と称される長距離巡航力に加えて、ゴール前でのアタック力、他校のエーススプリンターと競り合えるスプリント力、ヒルクライムでは新開のようなスプリンターを牽引する登坂力も両立しており、ルーラー的な能力に加えて、オールラウンダー或いはパンチャー的な能力も兼ね備えている。単行本54.5巻ではオールラウンダーと記載されている。愛車は原付スクーター（メーカー不明、後に手放している）→メーカー不明の黒フレームの車両（自転車競技部の車両）→ビアンキ（車体色はチェレステ〈空色〉、もともとは福富が使っていた車両だが、真鶴のロードレースのスタート直前にこれに乗るよう渡される）。
2年の秋から主将・福富のエースアシストを務めている箱学一の「運び屋」。鋭い三白眼で目つきが悪く、歯茎が見えるほど口を大きく動かす癖がある。
普段はなにごとにも冷めた態度を取る皮肉屋であり、その言動はかなり荒っぽく攻撃的だが、福富が築いたチームに対しての愛着は誰より強い。
「野獣」と称される隠れた獣性を併せ持っており、大一番での追走の際など「敵が前にいる」状況では反射神経が研ぎ澄まされ、落車ギリギリのライン取りで一気に加速する荒々しいライディングを見せる。福富の代わりにメンバーに指示を出す役割を担うこともあり、危機には確実に対策を講じるなど参謀役も請け負う。
中学2年生までは野球で投手として名を挙げていたが怪我で断念。それ以来荒れた生活を送っていたが、箱根学園1年生時に福富と偶然出会ったことがきっかけでロードバイクに目覚める。福富のことは当初「鉄仮面」と呼んで反発していたが、福富によるアシストで真鶴のロードレースで優勝をしてから親愛を込めて「福ちゃん」と呼ぶようになった。
インターハイでは1日目は最終ステージで福富をアシストし、今泉とバトルを繰り広げる。2日目は御堂筋にスプリント勝負で敗れた新開を体力を回復させるために引き、「フェイズ49」と称した京伏水田によるアシスト封じに遭うが、この時の福富のアシスト役は新開だったため、間接的ではあるが2日目の優勝に貢献した。3日目は広島呉南が作った集団に自ら飲み込まれながらも同じく飲み込まれた坂道と真波を拾い広島呉南とのバトルを経て先頭まで運んだ。坂道のことは当初は「細メガネ」と呼び協調を願い出た際も罵倒していたが、坂道に福富と相通じるものがあると見て協調を承諾、その走りを目の当たりにしてヘタクソと評しながらも実力を認め「小野田チャン」と呼び方を変える。先頭に追い付いた後スプリントのチェックポイント直前までチームを引っ張り、新開のスプリントゼッケン獲得に貢献するものの、そこで力尽きてしまいリタイアとなる。レースの決着がついた後の救護室で一緒に休んでいた泉田に来年の箱学を託した。
進学した洋南大学でも自転車競技部に入部、元・総北の金城と同・呉南の待宮とチームメイトになる。 この年のインターハイでは3日目に単独で足を運び、田所の運転する車に乗っていた金城ら元総北メンバーと合流。顔を出すと煙たがられ怖がられるということから箱根学園のもとへは顔を出していないが、ゴール後に真波の前に顔を出しその健闘を称えた。
ゼッケン番号はインターハイでは2。KHYレースでは012。
大学進学後、金城から自動車の免許を取るよう勧められ、一度は自分の性格やスクーターに乗っていたころの出来事から免許を持つのを拒むも、結局は金城と共に教習所に通い、教習時間をオーバーしながらも無事に取得した。
ベプシコーラを好んで飲み、違うコーラを買ってきたりされると機嫌を悪くする。
泉田 塔一郎（いずみだ とういちろう）
声 - 阿部敦
演 - 河原田巧也（2 - 6・8 - 14） / 青木空夢（テレビドラマ）/ 青柳塁斗（18 - 20）
箱根学園2年生 → 3年生。10月10日生まれ。天秤座。血液型B型。
スプリンター。愛車はBH（アニメ版では「DH」、車体色は白x青）。「神奈川の最速屋」と呼ばれる。
インターハイ出場時（2年生時）は坊主頭だったが、終了後に髪を伸ばしている。また睫毛が長く、鳴子からは「マツ毛くん」と呼ばれ、黒田からは「塔一郎」、葦木場からは「塔ちゃん」と呼ばれている。
トレーニングで整えた筋肉を持つ。自分の大胸筋にアンディ（右）、フランク（左）、後背筋にファビアンという名前を、さらに翌年には上脚筋にペテル（左）、マーク（右）とつけている。口癖は腹筋を意味する「アブ」。
インターハイがピークになるよう厳しい筋トレでコンディションを調整し、1年目のインターハイではファーストリザルトを田所・鳴子と競ったが、風に煽られたカラーコーンが進路の邪魔をした際、僅かにスピードを緩めたため、転倒の危険も構わずに突破した2人に遅れをとって3位になった。2日目は御堂筋の挑発に乗って感情的になりつつも新開に宥められる。そして3日目はスプリントライン通過後に総北を引き離して戦線離脱してリタイア。その後救護所で箱根学園が敗れたことを知り号泣する。
インターハイ終了後上級生の引退とともに部の主将となり、願懸けの意味で髪を伸ばし始めた。さらには強化プログラムとして、それまで招待されながら参加をキャンセルしていた地味なレースにも積極的に参加している。
　毎年恒例の3年生追い出し親睦走行会（ファンライド）では3年生チームに軟弱だと啖呵を切り、その責任と決意を受け継いだ。その後の新開との最後のスプリントバトルで勝利する。
インターハイ2年次、1日目手嶋に「箱根学園史上最も情熱的なチームを作った」と語っている。その後スプリントステージでファーストリザルトを獲得した銅橋を回収後速度を緩めて走り後続集団にわざと飲み込まれ、他校選手に坂道をマークさせて戦線から離脱させようとし、飛び出した真波を追う手嶋に対しては過小評価して非礼な態度を取っていた。2日目のスプリントラインを小鞠と争い勝利し前年度新開が御堂筋に敗れたリベンジを果たす。3日目は1日目で手嶋に対しての非礼な態度を取ったことを謝罪し強いキャプテンと評価した。その後チームを引き温泉街の登りに入る前の平坦で総北を大きく引き離し戦線離脱、戦線離脱はしたもののリタイアをせずに走り続け完走をしたため、上位3人がリタイアしたスプリントラインのグリーンゼッケンの権利を獲得し、総合でも6位に入る。ゴール後、表彰式の控えテントで坂道の健闘を称え、決意の糸を切るわけにいかないとそれまで決して褒めることをしなかった真波を称えた。
アニメ劇場版での熊本のレースでは新開のアシストを務め、ファーストリザルト獲得に貢献する。
ゼッケン番号はインターハイでは1年次が5、2年次は14。KHYレースでは015。
3年生追い出し親睦走行会での黒田の回想（中学時代までの印象）では真面目で無遅刻無欠勤、成績もよく学級委員もやっていて、スポーツは自転車以外イマイチだが自転車への情熱は半端ではなかったと記されている。

アンディ
泉田の右大胸筋。攻撃的で排他的。
フランク
泉田の左大胸筋。慎重かつ大胆。痙攣して泉田に危機を知らせる。
ファビアン
泉田の広背筋。厳しく、そして偉大な筋肉の父。
ペテル、マーク
それぞれ泉田の左上脚筋と右上脚筋。圧倒的な瞬発力と爆発力を引き出すことができるが、使い切れば終わる（引き換えに足が動かなくなる）ため「最期の筋肉」と呼ばれている。
黒田 雪成（くろだ ゆきなり）
声 - 野島健児
演 - 秋元龍太朗（5 - 7・9・テレビドラマ・10） / 蒼木陣（11） / 伊藤澄也（12 - 14）
箱根学園2年生 → 3年生。
クライマー→オールラウンダー。愛車はクォータ (自転車メーカー)（アニメ版では「KOUTA」、車体色は白）。中学時代に多くの運動部で助っ人として活躍を見せていた「スポーツの天才」で、高い身体能力とポテンシャルを持つ。福富らからも認められる実力者。ただし絵は下手。泉田や葦木場からは「ユキ（ちゃん）」と呼ばれている。
銀髪と広めの二重まぶたが特徴。考えごとをする時などに、人差し指で鼻をこする癖がある。本気を出すときには「スイッチ」と称して左こめかみに出来た瘡蓋を指で潰している。瘡蓋を潰すことにより体内の血が抜け、冷静な判断ができるようになる。
幼馴染である泉田と共に小学生時代からロードレースを始め、共にインターハイ出場を目指し箱根学園に入学した。2年生時に行われたインターハイメンバー選抜の組別トーナメントでは、決勝戦で真波に敗れインターハイ出場を逃した。
1年時のインターハイ終了後に副部長に任命されクライマーからアシストにチェンジした。
インターハイでは1日目のゴール直前で葦木場を発射した直後に激しく落車。ゴールにはたどり着くものの順位を大幅に落とした。2日目は前日の怪我もあり特に大きな活躍をしていないが、3日目は真波を全力でアシストしゴール2キロ地点で発射させる。そして今泉との3位争いを制し表彰台に登り詰めた。
ゼッケン番号は12（IH2年次）。
荒北のことは入部当初に「エリート」と呼ばれて良い印象を持っていなかったが、それが図星だったことと荒北との勝負に負け続けたため反論できなかった。しかし、自分のプライドを捨て荒北に強くなりたいと頭を下げたことで「純粋な気持ちだ」と返されたことで見方を変えた。
葦木場 拓斗（あしきば たくと）
声 - 宮野真守
演 - 東啓介（8・9・テレビドラマ・10） / 富永勇也（11 - 14）
箱根学園2年生 → 3年生。
箱根学園史上最長の2メートル2センチメートルの長身を持つクライマー。愛車はウィリエール（アニメ版では「Willer」、車体色は赤に近いピンク）。自転車以外にピアノが特技で、交響曲第9番などのクラシック・オーケストラの音楽、リズムに合わせ長身を左右に揺らし加速する「メトロノーム・ダンシング」を繰り出す。
カールのかかった髪型と右頬のほくろが特徴。芸術家肌でその言動は天然ボケな気質があり、黒田に発言を突っ込まれたこともある。
長身のせいで伸び悩んでいた時期があり、マネージャー（最強の洗濯係）に転向しようと考えていたところに福富と新開からのアドバイスを受け、走りが一変し、二年目箱根学園のエースに登り詰める。
インターハイ2年次では1日目の最終ステージと2日目の山岳ステージで1位になる。そして3日目の山岳ステージで手嶋と対戦することとなり、勝負自体は敗れたものの、手嶋のリタイアによリ山岳ゼッケンの権利を手にする。そして総合を5位でゴールした。
手嶋からは「シキバ」と呼ばれ、中学まで同級生で親友と呼べる間柄であったが、福富たちから託された思いとエースの自覚から打倒総北を目標に決別する。
ゼッケン番号は11（2年次）。
銅橋 正清（どうばし まさきよ）
声 - 小野大輔
演 - 兼崎健太郎（8・9・テレビドラマ・10 - 13） / 岸本卓也（14）
箱根学園2年生。スプリンター。愛車はスペシャライズドのS-WORKS（車体色は黒）。
いかつい体が特徴。いままで出場した大会全てにおいて負けたことがない実力をもち、「怪童銅橋」と呼ばれる。「箱根学園最速を受け継ぐ男」と自称する自信家であり、インターハイ昨年度優勝者の坂道のことも「優勝したのはまぐれ」と発言するが、自信には相当の努力が裏打ちされている。
入部時から3年生を抑えるほどの実力を持ち、速い者が勝つべきだと主張するが、年功序列を重んじる部内においては不穏分子でしかなく、何度も退部させられては再入部を繰り返していた。退部にならないために一時期感情を押さえつけていたが、福富に銅橋の去就を一任するよう頼んだ泉田から、感情は"力"、感情を抑える必要は無くて感情を集中力でコントロールしてレースの時に集中させて解放しろと言うアドバイスを受けた。以降は自身の内側にある本能を剥き出しにする荒々しい走り方になった。態度は大きく口調も荒いがレースでは力の真っ向勝負で勝利を勝ち取ってきたためファンが多い。葦木場からは「バッシー」、真波からは「バシくん」と呼ばれているが、鏑木からはその体格もあり「ブタ」と呼ばれている。
インターハイ1日目のスプリントリザルトは鏑木と対戦し僅差で勝利を収めた。3日目はスプリントステージで鏑木と同着で通過後山岳入り口まで引っ張り、鏑木とともにリタイアする。
ゼッケン番号は15（IH2年次）。
新開 悠人（しんかい ゆうと）
声 - 内田雄馬 / 矢作紗友里（幼少時代）
演 - 飯山裕太（9・テレビドラマ・10 - 14）
箱根学園新1年生。クライマー。箱根学園メンバー新開隼人の実の弟。愛車はサーヴェロ（車体色は白）。
坂道達が2年生に進級時の箱根学園のインタビューの段階で登場はしていたが、その時はキャラクターもののお面をつけていて、その正体は2回目のインターハイが始まるまで明かされないままであった。兄と同じく厚い唇とタレ目が特徴。補給食をよく口にしている点も同じである。本人曰く、少女願望があるらしいがその発言の真相は不明。「頂上のスズメ蜂（ピーク・ホーネット）」のあだ名を持ち、「答えはYesですか？」が口癖。
入部当初は「新開（隼人）の弟」と言われることにコンプレックスを持ち部に馴染めなったが、葦木場との勝負に負けてからは葦木場を慕い部に馴染むようになった。
インターハイでは2日目に坂道と先頭までの合流の勝負を挑み葦木場に先着し勝利を確信するも、今泉らがわざと後退したため引き分けに終わる。山岳ステージでは葦木場から出るよう言われるが、躊躇しているうちに葦木場が飛び出し山岳ステージを獲得するも足を使い切ってしまったため2日目のゴールを狙うこととなった。そして兄と同様の「箱根の直線鬼」の姿を出して今泉と御堂筋に挑むも結果は3位に終わる。3日目は最終ステージで疲労が溜まったことで御堂筋と小鞠のストッパー役に徹するが、御堂筋に抜かれるも完走を果たす。
ゼッケン番号は16（IH2年次）。

### 箱根学園・自転車競技部関係者
宮原 すずこ（みやはら すずこ）
声 - 北原知奈
演 ｰ 鈴木裕乃（テレビドラマSeason2）
箱根学園1年生→ 2年生。真波山岳の幼馴染で、おさげ髪に半円のメガネをかけた学級委員長の少女。下の名前は不明だが真波からは「委員長」と呼ばれている。家が隣同士で部屋のベランダから真波の部屋が見える場所にある。真波のことは「さんがく」と呼び、自転車に夢中で遅刻や居眠りばかりしているため手を焼いているが、実は真波のことが好き。意図してではないが、真波を自転車の世界に引き込んだ張本人で、真波にとって「自転車で勝ったことがない」相手でもある。
インターハイやアニメ劇場版の熊本のレースにも足を運んでおり、1年次のインターハイではたまたま同じシャトルバスに乗ったことをきっかけに坂道の母とも面識がある。観客席で一緒に応援した際、目の前で真波と優勝争いをしていた相手が自分の息子だと打ち明けられた時は驚きを隠さなかった。
2年次のインターハイでも坂道の母と再会し、共に坂道と真波の勝負を見守る。
アニメ版『GRANDE ROAD』までのエンドロールは「宮原」だけの表記だが、劇場版および『NEW GENERATION』以降のエンドロールでは「宮原委員長」と表記されている。
高田城（たかだじょう）
声 - 花江夏樹
箱根学園1年生 → 2年生。
眼鏡をかけている。1年生時に3年生の追い出しレースにて、3年生と泉田の走りを体験しようと追走した。途中で力尽きるも黒田にそのガッツを褒められる。
2年目インターハイはメンバーから漏れているが、チームスタッフとして帯同し、他校の情報の伝達など任されている。
金子（かねこ）
声 - 小田柿悠太
箱根学園3年生（2年次）のクライマー。3年の仲間からは「金やん」と呼ばれている（のちに悠人も「金やんさん」と呼んでいる）。
黒田と仲が良く、同じクライマー仲間としてインハイの話をしていた。膝を怪我しておりインターハイまでには治らないことで出場を断念している。言い訳を絶対にしない真面目な努力家。葦木場も悠人に「全盛期の状態で戦えばおまえは負ける」というほど。当初は悠人から「カッコ悪い」と見下された態度をとられてれていたが、葦木場から事情を聞いた後に謝罪され、同時に葦木場の過去を悠人に教えている。そして悠人がインターハイのメンバーに選ばれた時は3年メンバーのことを頼み、「投げ出すな」とアドバイスを送っている。
篠原（しのはら）
声 - クレジットなし
箱根学園3年生（2年次）のクライマー。3年の仲間からは「シノ」と呼ばれている。金子よりは髪が長く背が低い。
金子と仲が良く一緒に走っていて、怪我をしていることも知っているため山では絶対に前に走らない。悠人のことを「本物のクライマー」だと言っている。
皆水（みなみ）
声 - 伊瀬茉莉也
「SPARE BIKE 東堂尽八編」に登場した箱根学園のマネージャー。学年は不明だが東堂よりも年上。友人である糸川修作が好意を表している。修作の家の自転車店でよく部品を買っている。
東堂にカチューシャをつけるきっかけを作り、4〜5年後に地元でインターハイが開催することを教え箱根学園に進学するよう勧めている。
今井（いまい）
「SPARE BIKE 新開隼人編」に登場した福富らと同学年の自転車競技部員。寒川西中出身。口が達者で調子がいい。レース中のラフプレーが多いと福富に指摘されている。
中学時代に友達に福富のフォームと似ていると言われてから福富の名を騙り同じ車両（ビアンキ）に乗って迷惑行為を繰り返していたが、その情報を聞いた福富と新開にお灸をすえられた。高校は箱根学園を受けたら受かったとのこと。口の軽さは相変わらずで自転車乗りの才能はないものの、部の取材対応などの連絡役として才能を発揮している模様。アニメ版未登場。
篠崎
声 - 坂井易直

### 京都伏見高校
京都府京都市伏見区にある高校。通称「京伏（きょうふし）」。選手のジャージは紫を基調とし、肩部分に「京」（右肩）「都」（左肩）の文字が入っている。
御堂筋 翔（みどうすじ あきら）
声 - 遊佐浩二 / ゆきのさつき（幼少時代）
演 - 村田充（2 - 6・8）/ 林野健志（テレビドラマ・10 - 14）/ 守屋光治（テレビドラマ Season2）/ 新井將（18 - 20）
京都伏見高校1年生 → 2年生。1月31日生まれ。水瓶座。
脚質については作中に明記されていないが、非常に能力の高いオールラウンダーとして描かれている。爬虫類のような不気味な雰囲気を持ち、奇声を上げるなど挙動不審な言動が多い。愛車は小さめのフレームサイズに、長めのシートポストとステムをセッティングしたデ・ローザ（アニメ版では「DE LOSE」〈車体色は地味目な銀〉）。本人は小さめのフレームに乗ることを軽量化と称しているが、実際は後述の母親が「世界一速そう」と褒めてくれた小学生当時のフレームに信念で乗り続けているためである。スプリント勝負では箱根学園のエーススプリンター新開と、登坂勝負では純粋なクライマーである坂道や真波と同等の走りをすることから、オールラウンダーでありながらも、スプリントとヒルクライムの双方で特化型の選手に匹敵する実力を持つ。驚異的なスタミナ・瞬発力・精神力を備えている。コースや相手チームのデータなどを徹底的に調べレース状況全てを計算して戦略を立てる、頭も切れる実力者。いざという時まで実力を隠すため、普段は指や太股を縛り力をセーブしており、本気で走る際には異常なほどの前傾姿勢を取る。元々運動全般が苦手であったが、「何があっても前に」との亡き母の遺言を胸に、勝利のための努力をひたすら積み重ね、同年代の中でも群を抜く実力を運動性能・知略の両面で身に着けるに至った。
風貌・行動ともに個性的で、「勝利」という結果にのみ価値を置き、異常なほどの執着心を抱いている。自分が一番と豪語しながら他人を嘲弄する不遜な態度を見せ、勝利のためならダーティーな手段も厭わないなど、あまり穏やかではない性格。中学時代に「君のお母さんが救急車で搬送された」と嘘をつき、それによって失速した今泉と五分以上の差をつけ勝利した。そのため今泉にとっては因縁の相手。
入部時にエースだった石垣を負かし、1年時から事実上のトップとして部に君臨する。その高い実力からエースを張り、自身の所属する自転車競技部員には「自分を君付けで呼ばせる・部員同士は番号か苗字で呼び合う」などの行為を強制し、その仲間である部員のことをザクと呼ぶ。メンバーに対して口では褒めつつ内心では捨て駒扱いしているが、落車しかけた石垣を助けるなど勝利に必要ならメンバーのサポートも怠らずに行う。
1年時のインターハイ1日目、最下位から追い上げる坂道と遭遇、坂道の実力を見抜き「量産型ではない」と警戒する。その後、終盤に凄まじい追い上げを見せ、箱学の福富、総北の金城と同着ながら1日目優勝を達成。2日目も綿密な作戦でトップグループを維持、ゴール前で福富、金城と熾烈なトップ争いを繰り広げ、惜敗を喫す。その夜、敗戦のショックから立ち直れないまま坂道と偶然出会い、会話する中で、ロードレースを始めたころの自分の姿を坂道に見出す。3日目には中盤まで本来の力を隠していたが、終盤に総北や箱学の選手が次々とリタイアした後で後方から追い上げを開始し、真波、坂道と三つ巴の争いを繰り広げた後今泉に敗北する。
新しい力、考えを得ると髪形が変わっているため、作中で髪形の変化がもっとも多い。
2年時のインターハイ1日目は岸神と共に先頭に追い付き、鳴子とゴール争いを繰り広げるが途中で追いついた葦木場と共に三つ巴の戦いとなり、僅差で葦木場に敗れる。2日目は様々な策を講じ箱学を翻弄。最終的に今泉と悠人の2人でゴール争いをすることになり、僅差で2人を破りインターハイで初めて単独の優勝を果たす。3日目は途中で降ってきた雨の中今泉と争うも、2.9キロのところで落車してリタイヤ。
アニメ劇場版では熊本のレースに参加せず、母親の眠る墓の近くで一人ジャージ姿で立っている姿が映し出された。水田から送られたくまモンとの写メを見て「キモッ」と発したのが唯一のセリフだった。
ゼッケン番号はインターハイでは1年目が91、2年目は111。KHYレースは不参加。
石垣 光太郎（いしがき こうたろう）
声 - 野島裕史
演 - 染谷俊之（4） / 松村龍之介（6・テレビドラマ） / 岡田翔大郎（16） / 鐘ヶ江洸（19・20）
京都伏見高校3年生 → 明早大学に進学。6月5日生まれ。双子座。血液型O型。南十条中学出身。実家は木工製作所を営んでいる。
脚質については作中に明記されていないが、平坦とヒルクライムの双方で単独で御堂筋を牽引する描写がなされ、オールラウンダー的に描かれている。愛車はアンカー（アニメ版では「ANSWER」、車体色は赤、1年目は御堂筋以外の他のメンバーも色違いの同メーカー車に乗っている）。卒業した先輩からは「我慢の走り」と評されている。チームでは御堂筋のアシストを務める。御堂筋の入部前は誰もが認める京伏のエースで、相応の実力者ということもあり同級生からは「石やん」と呼ばれている。
京都伏見自転車競技部で唯一御堂筋の行動を咎めるなど、良識的な考え方を持っており、ボトルを落とした坂道に親切に接したり、1日目優勝を達成した御堂筋を純粋に祝うなど、普段は温厚な性格であることが窺える。
3年生であるが、部のイニシアチブは1年の御堂筋が握っているため、「御堂筋君」と呼ばされている。御堂筋の入部前は和気藹々としたチームだったこともあり、他の部員が御堂筋の考えに従うことに戸惑いのある描写もある。しかし、同時にチームが強化された結果は認めており、複雑な心境を抱きながらも次第に御堂筋のやり方を認めるようになっていった。
インターハイ1日目、御堂筋と坂道が競うのを見て坂道の実力を認識した。2日目、自身の落車未遂の件で様々なことを見つめなおしレース後には「御堂筋を含めた上で今の京都伏見が最高のチーム」と本心から思うようになった。3日目中盤に総北と箱学が先頭争いを始めた後で力を使い果たすまで御堂筋をアシストし、「お前には未来がある。結果はいつか必ず報われる。」という言葉を贈りリタイアした。試合後、連盟宿舎に運ばれた御堂筋に労いの言葉を送っている。
2日目のスタート前で坂道の落としたボトルを拾ったときに坂道から「石さん」と呼ばれて動揺したが、その相手が前日に集団を抜けた時に御堂筋と争った坂道だと知り驚きを隠せず、御堂筋とは違うオーラを持っていることを感じていた。
アニメ劇場版の熊本のレースではエースを務め、1日目の最終ステージを金城や福富と共に争ったが敗北する。エンドロールではお互いの健闘を称え、金城や福富とグータッチを交わしている描写もある。
過去のインターハイでは、前々年の1年生時、卒業した先輩の不祥事で京伏が出場を辞退することになるが、1年上の先輩、安浩数の推薦で辻と共に学連選抜チームとしてインターハイに出場する。1日目ゴールまで走れたもののタイムオーバーと結果は散々なものだった。前年の2年生時は1日目で安のアシストを務め、その安が1日目3位となり表彰台に上り、箱根学園の表彰台独占を崩した。しかしその後は結果を出せずにインターハイを終えた。
高校卒業したら実家の木工所を継がせるために父親から就職するよう言われていたが、路線変更と称して福富や新開と同じ明早大学に進学し自転車競技部に入部している。
ゼッケン番号はインターハイでは92、前年が193、前々年（選抜チーム）は不明。KHYレースでは021。
水田 信行（みずた のぶゆき）
声 - 鈴木千尋
演 - 桝井賢斗（4・5・6・7・8・テレビドラマ・11・12） / 阿部大地（13・14） / 田口司（19）
京都伏見高校2年生 → 3年生。オールラウンダー。1月3日生まれ。
歯列矯正器具（ブラケット）を着けている。御堂筋を妄信しており、「部員同士は苗字か番号で呼び合う」という彼の方針に従っているため、“ノブ”という愛称で呼ばれることを拒否している。他人に影響されやすい性格のようで、過去にエースだったころの石垣や前年キャプテンの安を真似る場面も描かれた。そのため荒北からは「パチエモン」と呼ばれ、荒北のことを恐れている。
1年時のリタイアした経験から、2年時には田所の不調を見抜いた。3日目は辻と共に待宮の率いる最終集団に飲み込まれるが何とかリタイアすることなく県総合11位でゴールした。
1年からレギュラーメンバーだったこともあり、3年に進級後は部のキャプテンとなるが部の実権は相変わらず御堂筋に握られている。
2年目のインターハイ2日目では御堂筋に煽てられる形で山岳区間をトップで走行するが山岳リザルトライン直前で葦木場に抜かれ2位に終わる。その後山岳区間での走りの疲労から減速していたがアナウンスで京都伏見の優勝を聞き復活。坂道を2日目ゴールライン直前で抜き去り2日目を5位でゴール。3日目は同時スタートの坂道をブロックするがあえなく抜かれ、集団から抜けた後は途中まで御堂筋と小鞠を文句を言いながら限界まで引いたものの途中で離脱。離脱はしたものの最終的には完走した模様。
アニメ劇場版の熊本のレースでは序盤で御堂筋の真似をする走りをするが広島呉南にあっさり抜かれ、待宮から「モっとらん」と言われている。
ゼッケン番号はインターハイでは1年目が95、2年目は112、前年は196。KHYレースでは024。愛車の車体色は水色。
前年度（1年生時）のインターハイもレギュラーとして出場したが暑さにより体調を崩し1日目でリタイアしている。
井原 友矢（いはら ともや）
声 - 菊池幸利
京都伏見高校3年生 → 卒業。石垣と共に走ってきたスプリンター。中学3年生の時から伸ばしている長髪が自慢。
2日目のインターハイに山口と共に御堂筋に捨てられリタイアする。劇場版の熊本のレースでは石垣のアシストを務めている。
1年生時、前年に起きた卒業した先輩による不祥事（暴力事件および交通事故）でインターハイを辞退せざるを得なくなった際に、その悔しさから石垣の首を掴んだのを誰かに見られ、知らない間に暴力事件の首謀者とされていた。
『SPARE BIKE』では「それいけイハラくん」のタイトルで主役を務めている。カワイイ子がたくさんいるという想像で渋谷に憧れを持っている。
ゼッケン番号はインターハイでは93。KHYレースでは022。愛車の車体色は青。
山口 紀之（やまぐち のりゆき）
声 - 徳石勝大
演 - 一瀬悠（11・12・13・14）
京都伏見高校2年生 → 3年生。スプリンター。6月6日生まれ。愛車はPanasonic、アニメ版ではアンカー（車体色は緑）。
石垣にスカウトされる形で自転車競技部に入部した。穏やかな性格で、御堂筋が入部する以前は「ヤマ」という愛称で呼ばれ親しまれていた。中学時代はバスケットボール部で自転車競技は高校が初めて。
2年生時のインターハイ神奈川県大会では2日目、井原と共に御堂筋に捨てられリタイアする。
3年に進級後は副キャプテンとなる。石垣に御堂筋の良心になれと言われ、いざとなったら御堂筋を止めろと役目を任された。
翌年のインターハイ栃木県大会1日目は御堂筋の指示で集団から抜けようとする坂道を追いかけるが振り切られる。自分と同じ影の匂いを感じた坂道をいい奴と評したうえで「御堂筋の協調をはねのけたのは正しい判断だった」と伝えている。3日目も御堂筋の指示で後続集団の速度を上げて総北と箱根学園の追走グループに追いついたところで船津と共に戦線を離脱しリタイア。救護室のテントで御堂筋のリタイアを聞いたときは自分らが御堂筋にムチャぶりをしていたのかもしれないと呟く。
ゼッケン番号はインターハイでは1年目が94、2年目は113。KHYレースでは023。
辻 明久（つじ あきひさ）
声 - 小田柿悠太
京都伏見高校3年生 → 卒業。クライマー。愛車はBOMA、アニメ版ではアンカー（車体色は黒）。東山寺中出身の経験者で1年からレギュラーだった。
インターハイでは水田と共にIH3日目まで残り、最終的に総合11位でゴールした。
先輩の不祥事でチームが出場を辞退した1年生時は石垣と共に学連選抜チームとして出場した。
ゼッケン番号はインターハイでは96、KHYレースでは025。
岸神 小鞠（きしがみ こまり）
声 - 福山潤 / 小岩井ことり（幼少時代）
演 - 天羽尚吾（8・テレビドラマ・10・11・12・13・14）
京都伏見高校新1年生のオールラウンダー。中性的な容姿の新入生。口調も丁寧で落ち着いた雰囲気。11月29日生まれ。血液型AB型。
天才的なマッサージャーで、他人の筋肉を触りその人の本質や技量を自ら定めている。インターハイのレース前に今泉の脚を触り彼の不調を見抜く。御堂筋とは逆に先輩達には基本的な礼儀をわきまえた態度で接している様子。軍隊的なイメージの京都伏見の中で「解き放たれている」と他のチームが思うほど軽やかな走りが特徴。自転車に乗る際は必ず手を洗う。愛車はCARRERA（アニメ版では「CAPPERA」）。
京都の街のはなれにある屋敷で育った良家の息子で小さいころから読書に明け暮れる日々を送っていたがこの時から他人の筋肉に興味を抱いていた。中学2年生の時に御堂筋に出会ったことがきっかけで筋肉への欲望を解放するようになり、躍動する筋肉を求め自転車を始めることとなった。
御堂筋が強いと言い切るほどの実力は持っており、泉田曰く、綺麗なフォームとほとんどロスすることなく力を駆動輪に伝える安定した走りから自転車の基本的な乗り方が上手いと評している。また相手の筋肉の動きから相手の体調や動きを予測することができ、相手が加速する前に反応し、加速するのが得意。
インターハイ2年次は当初は補欠扱いだったがスタート直前に広西と交代、御堂筋のアシストを務めている。2日目はスプリントラインで泉田と争い僅差で敗れる。3日目は水田離脱後に御堂筋を引くが、先に行かせないとブロックを仕掛けてきた悠人の「隠し筋肉」に興味を持ったため御堂筋に切り離される。順位は不明であるが京伏としては最初に完走した模様。
2年次のインターハイでのゼッケン番号は116。
船津 和歩（ふなつ かずほ）
声 - 村上喜紀
2年目のインターハイの時点では御堂筋と同学年の京都伏見高校2年生。スプリンター。自転車競技の経験者でジュニアカップで4位を取ったことがある。
3日目に山口と共に後続集団の速度を上げて総北と箱学の追走グループに追いついたところでリタイアしている。
ゼッケン番号はインターハイでは114（2年次）。愛車の車体色は赤、前年で石垣が乗った車両と同じ車体色だが、同一車両かは不明。
木利屋 崇央（きりや たかお）
声 - 三宅貴大
御堂筋と同学年の京都伏見高校2年生。クライマー。自転車は高校が初めて。2日目に御堂筋の指示で限界まで自転車を引かされ、山頂の途中でリタイアする。
ゼッケン番号はインターハイでは115（2年次）。愛車の車体色は黒、前年で辻が乗った車両と同じ車体色だが、同一車両かは不明。
広西 作大（ひろにし さくだい）
声 - 三宅貴大
京都伏見高校3年生。
当初はレギュラーメンバーとして登録されていたが、レース直前で御堂筋から小鞠に交代することを伝えられる。
箱根学園の高田城曰く、鈍足で足の弱いムードメーカーであることを泉田に伝えていた。
安 浩数（やす ひろかず）
声 - 四宮豪
元京都伏見自転車競技部キャプテンで2年生からエースを務める。石垣の一学年上。愛車はcinelli。
インターハイ広島大会では1日目のファーストリザルト・山岳賞を捨て1日目のゴールに賭けた結果3位に終わるものの、箱根学園の表彰台独占の牙城を崩した。ゼッケンは191。
アニメ版では2期第1話に石垣の回想として登場。エンドクレジットは「安さん」。石垣がエースではないことを残念がっていたものの、「腐るな」と励まし、研修で山梨に行く予定があり応援に駆け付けると声をかけている。エンディングアニメーションでは部員にスイカを差し入れしている。

### 広島呉南工業高校
広島県呉市にある工業高校。略称は「クレミナ」。前年度のインターハイでは総合3位を獲得している。
待宮 栄吉（まちみや えいきち）
声 - 関智一
演 - 山本侑平（6・テレビドラマ） / 前田隆太朗（16） / 元木聖也（20）
広島呉南工業高校機械科3年生。5月31日生まれ。双子座。血液型A型。
呉南のエースでスプリンター。愛車はコルナゴ（車体色は白）。「呉の闘犬」の異名を持ち、レース中に同じチームのメンバーにも頭突きをするなど、ルールを度外視した凶暴な走りを見せる。その一方でチームメンバーのことを気遣うなと情にも熱い。ロードレースで勝利するためには「ホシ」が必要不可欠との考えを持つ。金城や福富には「ホシを持っている」、坂道には「ホシを持っていない」と評した。反対に荒北からは昔の自分と同じと評された。
前回大会では総合3位入賞を果たしたものの、総合優勝を果たした箱根学園に対する私怨が生まれた。
インターハイでは3日目スタート前、幹にセクハラ行為をして総北メンバーから顰蹙を買っていた。レースでは最後尾の集団をまとめて大集団を形成し追い上げるが、集団に巻き込み一緒に切り離したはずの荒北・真波・坂道の3人に追いつかれ、最終的には荒北の走りの前に屈し、もはや追いつくことはできないと悟って勝負を降りた。その後は一度切り離した後続の3人と合流し、最後は全チームの中で唯一誰もリタイアせず6人全員でゴールした。
インターハイ前の春先に後輩である浦久保の一線を越えたラフプレーによって崖下に落とされ落車し、肋骨を骨折するケガを負っていたが予選までに回復している。
アニメ劇場版の熊本のレースでは田所や新開と共に1日目のスプリントリザルトを捕りに行くも3位に終わる。2日目は巻島と合流した総北の走りに圧倒され負けを認めている。
高校1年生時は当初かなりの問題児で、中学卒業前に乱闘を起こして足を骨折した体で3年生や井尾谷と乱闘を起こしていたことを2年の先輩から聞いた東村の回想として描かれている（SPARE BIKE4巻）。彼女である佳奈とは中学生からの付き合いで、部活に入ってインターハイ出場を目指したのも佳奈の勧めと望みを叶えるためからであった。その佳奈とはインターハイに集中するため一度別れているが、インターハイ終了後の会場で再会。部活を引退後、井尾谷の「計画」によって関係を修復、佳奈の強い薦めもあって受験勉強をし、高校卒業後は佳奈と共に金城・荒北と同じ洋南大学へ進学。この進学は学校内外で話題になり「クレミナの奇跡」と呼ばれる程だった。当初こそは佳奈のために自転車に乗らないと決めていたが、その佳奈の後押しもあり自転車競技部に入部する。
井尾谷からは「ミヤ」、 東村からは「栄吉さん」と呼ばれている。当初は「ミヤ」と呼ばれることを嫌がっており、入部前は「犬ヅラ」と呼ばれていた。好物はお好み焼き。アニメ版2期10話のエンディングショートアニメではお好み焼き店でアルバイトをしていたかどうかは不明だが、エプロンとねじり鉢巻き姿でメンバーの前でをお好み焼きを作っていた。
ゼッケン番号はインターハイでは31、前年は61。KHYレースでは031。
井尾谷 諒（いびたに りょう）
声 - 下妻由幸
演 - 松本祐一（6・テレビドラマ） / 田内季宇（16） / 熊沢学（20）
広島呉南工業高校機械科3年生。誕生日は3月14日。スプリンター。愛車はFOCUS（アニメ版では変更〈後述〉）。呉南の司令塔的存在。
インターハイ3日目、集団から抜け出した荒北らに「20m引き離しバトル」を持ちかける。そのバトルに負けた後も追いかけようとするが待宮に止められる。
1年生の途中で待宮の誘いで一緒に自転車競技部に入部。入部前は待宮よりも手の付けられない問題児で髪型も現在とは大きく違い常にフラストレーションを隠せずにいた。そのこともあって、待宮を校舎屋上から落として学校を辞めようと考えていた。仲間からは「イビー」と、入部前の待宮からは「ピアス」と呼ばれていた。
1年後輩の浦久保の問題行動に悩まされ、待宮へのラフプレーの度にキレていた。そして3年の春先に浦久保が待宮を落車させて大怪我を負わせたときは浦久保を袋叩きにしていた。
待宮がインターハイに集中するために佳奈と別れていたことを知っていて一番悔しいことを誰よりも理解し、引退後に待宮にペテンをかけて佳奈と関係を戻す手助けをする。高校卒業後は叔父が専務をして紹介された「呉船舶部品中央」に就職。社長が井尾谷の経歴に興味を持ったことによって、社長秘書をしている。このことは待宮の大学進学と同じく「クレミナの奇跡」と呼ばれている。愛読書は「週刊少年マガンジ」。
ゼッケン番号はインターハイでは32、KHYレースでは032。
東村 尊大（ひがしむら そんだい）
声 - 濱健人
広島呉南工業高校1年生→2年生。スプリンター。誕生日は10月4日。天秤座。青髪で眼鏡をかけている。実家は寺。
愛車はキャノンデール。アニメ版では待宮を除くメンバー全員同じカラーの車両（車体色は黄色）を使用している。
高い洞察力を持ち、相手チームが落ちそうになるときは「チェックメイト」と呟き、待宮のことは「エグいけれど正しい」と評している。
インターハイでのゼッケン番号は1年次は36。2年次は165。KHYレース036
塩野（しおの）
声 - 高橋大輔
広島呉南工業高校2年生→3年生。坊主頭で体格がいい。
1年次1日目に針本と共に大落車に巻き込まれて負傷していた。
ゼッケン番号はインターハイでは1年次が33、2年次は不明、KHYレースでは033。
里崎（さとざき）
声 - 徳石勝大
広島呉南工業高校2年生→3年生。茶色い髪で青いカチューシャを装着している。
ゼッケン番号はインターハイでは1年次が34、2年次は不明、KHYレースでは034。
針本（はりもと）
声 - 陣谷遥
広島呉南工業高校1年生→2年生。東村と同級生。里崎と似た容姿をしているが、白髪にピンクのカチューシャを装着し、右目の下に泣きボクロがある。
ゼッケン番号はインターハイでは1年次が35、2年次は不明、KHYレースでは035。
浦久保 優策（うらくぼ ゆうさく）
声 - 鈴村健一
演 - 栗原大河（14）
広島呉南工業高校3年生（2年次）。
スプリンター。インターハイでのゼッケン番号は161。主将。異名は「呉の陸鮫」、「空気を割る鮫」（エアチョップドシャーク）。
子供のころから神経質で人づきあいが苦手で、浦久保曰く「純粋でまっすぐだがまわりから誤解されやすい」と評されている。父親が漁師で、小学生時代は土日は父親と共に漁に出ていたが中学の時に父親が漁をやめたことで辛そうにしていたところを庭妻から誘われて自転車競技の道に入った。
呉南に入ってからは待宮を「大物」と称し異様な執着を見せ、ことあるごとにラフプレーをすることで井尾谷をイラつかせていた。ただし当の待宮は特に気に留めてなく、イキのいい後輩がいるのは悪いことではないと口にしている。
インターハイ神奈川県大会は春先に待宮に大ケガを負わせた（本人曰く「大物を仕留めた」）ことで庭妻共々メンバーから外された。待宮の温情で退部こそは免れたがしばらく孤立した日々が続いた。その後は「レースの勝利」へ考えをシフトし才能を開花させる。
同・栃木県大会では3日目のスタートで青八木を挑発する場面があり、レース中も手嶋にセンサーチップを賭けたデスバトルを挑むが、アシストの青八木による奇策もあってライン直前で敗れる。
誕生日は4月1日。牡羊座。血液型はAB型。愛車はEDDY MERCKX。
ゼッケン番号は2年次のインターハイでは161。
庭妻 繁典（にわづま しげのり）
声 - 増田俊樹
広島呉南工業高校3年生（2年次）。
スプリンター。「呉のブルドーザー」と呼ばれている。誕生日は4月22日。浦久保の唯一の理解者でもあり、父親が漁をやめて退屈していた浦久保に自転車の道へ誘い込んだ。
インターハイ3日目での手嶋と浦久保のデスバトルではアシストを務め、敗れた腹いせに手嶋のセンサーチップを投げ捨てようとした浦久保の手を掴み手嶋に返している。
1年次のインターハイでは待宮に大怪我を負わせた浦久保のラフプレーによる連帯責任で浦久保と共にメンバーから外された。
ゼッケン番号は2年次のインターハイでは164。

### 熊本台一高校
熊本の県立高校。九州では名の知れた強豪自転車競技部で知られる。
メンバー全員サーヴェロの同一色（車体色は白）の車両を使用している。
アニメ劇場版ではメンバー全員が空港や駅に貼られている「熊本火の国やまなみレース」のポスターのキャラクターに起用されている。
吉本進については劇場版の項目を参照のこと。
田浦 良昭（たうら よしあき）
声 - 田尻浩章
熊本台一3年生→卒業。脚質は不明。「肥後もっこす」を掛け声として使用している。後述の吉本進が怪我で欠場したためエースを務める。大柄な選手で声も大きいが決して悪い人間ではない。
インターハイ2日目に坂道・田所を除く総北チームに追いつき先頭を引っ張っていた鳴子を揶揄い（反対に鳴子からは「ゴリラ」と呼ばれて動揺する）、田所のグリーンゼッケンを「偶然のラッキーゴール」と挑発し、同時に坂道が田所を引いて集団後方でうろうろしていることを伝えるが、二人が集団まで戻ってきたことを知った総北の闘争心に火をつける結果となり、鳴子に代わって先頭を交代した金城が集団を引き大きく差をつけられる。その後田所を引く坂道にも追いつかれ、その坂道がクライマーであり平坦が得意ではないことを知らず疲れて登坂で落ちると思っていたが、山岳に入った途端に笑顔を見せた坂道に驚きそのまま追い抜かれてしまう。3日目は坂道が待宮率いる集団に飲み込まれた際、坂道に声をかけ勇気づける発言をしている。
アニメ劇場版では地元開催ということもあり空港に降りた総北メンバーに挨拶し、インターハイに出場できなかった吉本を紹介した。レースでは2日目にフルメンバーの揃った総北を追うべく吉本のアシストをするが「恋のヒメヒメぺったんこ」を熱唱しながら走る総北に大きく引き離され、大量の汗をかいた状態で立ち止まる。リタイアしたかどうかまでは不明。
『SPARE BIKE』ではインターハイ全国大会直前、通常の練習コースと違うルートにある神社で必勝祈願と吉本の怪我の回復を願っていた。そのほか井瀬の回想として、毎日練習帰りに入院中の吉本の見舞いに通っている姿が描かれている。
ゼッケン番号はインターハイでは52。KHYレースでは082。
井瀬 慎也（いせ しんや）
声 - 菊池幸利（GRANDE ROAD・劇場版）→古川慎（GLORY LINE）
熊本台一2年生→3年生。黒縁のメガネをかけている。
1年目のインターハイでは3日目3人タイムアウトしたため田浦と藤原を含めた3人で走ることとなり、待宮率いる集団に飲み込まれる。インターハイ終了後田浦から部を引き継ぎ、この年のインターハイの教訓から鬼となり雰囲気も大幅に変わった。同時に口調や一人称も変わり、後輩からは「肥後の鬼軍曹」と呼ばれている。
2年目のインターハイでは2日目に総北に追いついた際手嶋から協調を持ちかけられるも、昨年のような目には遭いたくないと拒否して抜いていくが、御堂筋の策略に嵌ってしまいバラバラになってしまう。3日目は後続集団のリーダーを務めるものの、集団の雰囲気を掻き乱した呉南の浦久保に乗っ取られてしまう。そして一度集団に飲み込まれた手嶋が青八木と共に集団を抜けて追走する姿を見て「最後の希望の光」と口にし、後輩に後姿を見ておけと伝える。
アニメ劇場版の熊本のレースでは2日目に総北メンバーが追い付いてきた際に歌っていた「恋のヒメヒメぺったんこ」を愉快な歌と田浦に伝えている。
ゼッケン番号はインターハイ1年次は53、2年次は81。KHYレースでは083。
藤原（ふじわら）
声 - 酒巻光宏(GLORY LINE)
熊本台一のクライマー。1年生→2年生。井瀬からは「マサ」と呼ばれているが下の名前は不明。
1年目はインターハイ2日目に落車で怪我をし、3日目には待宮率いる集団に飲み込まれる。
2年目は井瀬のアシストを務めており、3日目は3人に減ったチームの一人として走っている。
ゼッケン番号はインターハイ1年次は54、2年次は82。KHYレースでは084。

### 他校選手
柳田（やなぎだ）
声 - 徳石勝大（1期）→井之上潤（NEW GENERATION）
インターハイ千葉県予選に登場した柏東高校のエース。2年生→3年生。愛車はBH→GIANT。
1年目の県予選では中盤までは総北に50秒以上の差をつけトップを維持していたものの、終盤に逆転を許す。抜かれざま金城から「まとまったいいチーム」と評される。
2年目は序盤鏑木のパンクで一時は総北を周回遅れ寸前にまでするものの手嶋の策略に嵌りペースを乱され、9週目で追い越され敗北を喫す。
柴田 康之（しばた やすゆき）
声 - 風間勇刀
石川県代表・金沢三崎工業高校のスプリンター。愛車はキャノンデール（車体色は赤）。
「北陸の疾風」の異名をとる。
細面でロードバイク用のサングラスを着用している。インターハイファーストリザルトを狙うが、田所・鳴子にアタックを潰され4位に終わる。3日目も極度の疲労から集団に飲み込まれた坂道の協調を断っている。
インターハイでのゼッケン番号は112、KNYレースは062。
館林 元成（たてばやし もとなり）
声 - 斉藤壮馬
演 - 稲垣成弥（2・3・テレビドラマ）
長野県代表・長野中央工業高校3年→卒業。クライマー。愛車はTREK（車体色は青x白）。
「アルプスの山守（やまもり）」「鉄壁の館（たて）」の異名をとる。インターハイの山岳リザルトを狙い一度はトップになるが、巻島・東堂に抜き返され、3位で通過した。
「アルプスの山守」の称号は後輩の粟頭弓親（あわがしら ゆみちか）に受け継いだ。
インターハイでのゼッケン番号は61、KHYレースは051。
大粒 健士（だいつぶ たけし）
声 - 川田紳司
奈良県代表・奈良山理学園のスプリンター。「奈良最速の灼熱のスプリンター」の異名を持ち、「仏のカオも3度までだ」が口癖。愛車はリドレー（車体色は黒）。
インターハイでは1日目は第1ステージのスプリントリザルトに挑むも脱落し79位でゴール、2日目は調子の悪かった田所に「グリーンゼッケンも地に落ちたな」と挑発して抜いていくが、「恋のヒメヒメぺったんこ」を歌いながら走る坂道らに抜き返される。3日目は集団に飲み込まれた坂道に協調を願われるも、足（走る力）が残っていないと断った。
鳴子が帰阪した際の草レースでLOOKの室内トラック競技専用のピストバイク（車体色は白）を持ち込んで勝負を挑むがゴール前で敗れた。
学年は不明だが、翌年のインターハイに出場していない。
インターハイでのゼッケン番号は23、KHYレースは043。
柿本 竜大（かきもと りゅうだい）
声 - 置鮎龍太郎
阪台付属のスプリンター。「六甲おろしの竜」の異名を持つ。愛車はLAPIERRE（アニメ版ではANSWER、車体色は青）。
大阪での草レースで鳴子と対決する。愛車のホイールリムには電飾が施され、「夜の六甲柿本スペシャル」という名前がつけられている。
翌年のインターハイに大阪代表の学校として阪台付属が出場しているが、登場している描写はない。
川原 群平（かわはら ぐんぺい）
声 - 川原慶久
山形最上のエースクライマー。インターハイ2年次での山の最右翼と言われている3年生。愛車はGIANT（車体色は黄色、部員は全員同じ車両）。
坂道のマークを稲城に委ね、1日目の山岳ライン残り2キロのところまで先行してトップを走るが、後ろから追い上げてきた手嶋と真波に追い抜かれる。ノーマークだった手嶋を「ただの石コロを鳥に変える魔物」と評する。
ゼッケン番号は151（IH2年次）。
稲代 文也（いなしろ ぶんや）
声 - 最上嗣生
山形最上高校の山のアシスト。
長野中央と静岡富士川の選手と共に1日目の山岳ステージで坂道をマークし先に行かせまいとブロックを仕掛ける。その坂道が追い上げを始めた時のラブ☆ヒメ2期のオープニング曲『ヒメのくるくる片想い』の説明を理解できないでいた。そしてマークから抜け出した坂道を見て追走劇が始まると呟く。
ゼッケン番号は156（IH2年次）。
大観寺 春壱（だいかんじ はるいち）
声 - 蟹江俊介
静岡富士川のクライマー。「富士山のクライマー」と呼ばれ、「富士山（フジ）より高い山はねェ」が口癖。
1日目の山岳ステージで一時は2位まで上り詰めるも追い上げてきた手嶋と真波に抜かれる。その真波を追う手嶋の姿を見て無謀だと嘲笑していた。
レースの描写はなかったが、5月の大会では今泉と鳴子がレース中に揉めている間に勝利していることが二人の会話の中で出た。
ゼッケン番号は不明だが130番台（IH2年次）。
山際（やまぎわ）
声 - 宮本誉之
山口岩国高校のエース。愛車はBH（車体色は白/赤、同校の選手は同じ車両）。
高い分析力と紳士的な考えを持つ。2年次のインターハイ1日目では他校のブロックから抜け出した坂道の追走を塞ごうとするチームメイトの止めに入り坂道へ進路を譲っている。その際に「前年度優勝者ゼッケン1は最もリスペクトされる存在」と坂道に対し敬意を表する発言をしている。
ゼッケン番号は141（IH2年次）。
奥谷（おくたに）
声 - 白石兼斗
山口岩国高校の選手。脚質は不明。
他校のブロックから抜け出した坂道の追走を見て進路を塞ごうとするが山際に止められる。
ゼッケン番号は144（IH2年次）。
大濠 情二
声 - 浜田賢二
清水
声 - ？
高知土佐海高校のスプリンター。
櫓丸（やぐらまる）
声 - 村井雄治
新潟上越高校のスプリンター。日本海の強風で鍛えた「荒波の櫓丸」と呼ばれている。
インターハイ2年次の第1ステージで追いついてきた青八木を見て前年の田所より小ぶりだと冷やかしてくるが、体幹が変わったのを目の当たりにして驚く。
ゼッケン番号は124（IH2年次）。
石丸
声 - 木村隼人

### その他
坂道の母
声 - 熊谷ニーナ
パーマヘアーが特徴。普段は点のような目をしているが、真面目になるときは普通の目になる。相手の話をしっかりと理解しないまま思い込むままにまくし立てる。鳴子曰く「台風みたいなオカン」。坂道が中学に上がったばかりの時に自転車で遠出をしないようにと馴染の自転車店に坂道のママチャリをスピードが出ないように改造を依頼。結果として坂道がハイケイデンスタイプとなるきっかけを作った。性格も運動神経も運動部とは無縁な坂道をロードレースの選手と気づかず、自転車競技自体もまったく理解していなかったが、インターハイ3日目を偶然に観戦してやっと坂道がロードレースをしていることに気付く。しかし、表彰式まで見ていたのにもかかわらず、今泉と鳴子に説明されるまで坂道がロードレースの選手でインターハイに出場し優勝したことを完全に理解出来ないでいた。そのほか、1・2年とも1日目の夜には坂道の宿泊先へ顔を出しており、1年目は金城の顔を見て「老けてる」と、翌年の青八木と古賀には「老けてない」と言い坂道を慌てさせた。
箱根学園の宮原とはバスで隣の席に座り、一緒に応援したことで面識がある。恋バナもいける口で、宮原の真波に対する気持ちを表現して驚かせる。真波とは2年目に坂道の宿泊先の道を教えてもらったことで面識があり、総北のメンバーへ用意した帽子を1個あげている。その時はまだ真波だと気づかなかったが、宮原と再会した際その帽子を被っていた姿を見て、帽子をあげた学生が真波であることを思い出した。その宮原との会話で、息子が成長することが嬉しいと同時に寂しいと口にし、「ただ無事に帰ってきてほしい」と願う姿が見られた。スマートフォンを購入しているが電話以外の使い方を知らず、宮原から使い方を教わった。
パワースポットを「パワーポケット」、スマートフォンを「スムーズホン」など、間違えて覚えることが多い。
今泉の母
声 - 蓮未エリナ
アニメ版では2期16話で今泉の小学生時代の回想として父親共々姿のみ登場。今泉が小学生時代に誕生日プレゼントを決めかねていたところに自転車を勧め、間接的ながら今泉がロードレーサーの道に入るきっかけを作った。
中学時代の御堂筋にレース中「事故で死んだ」と言われているが健在である。
御堂筋の母
声 - 進藤尚美
故人。いつも息子の良いところを褒める優しい母親で、御堂筋にとっては唯一の心の支えだった。御堂筋がロードレースへ打ち込むきっかけとなり、また彼女の生前の言葉と死が御堂筋の「勝利」への異常な執着の根底にあるなど、息子に与えた影響は非常に大きい。
高橋（たかはし）
声 - 小田柿悠太
今泉家の運転手で鼻の下に髭を生やした壮年の男性。長年今泉の学校の送り迎えを任されている。ママチャリで裏門坂を登っていた坂道に追突している。アニメ版では坂道が背後からクラクションを鳴らされて慌てる描写に替えられている。
アニメ版では中学時代の通司を「寒咲自転車店のお坊ちゃん」と呼び、通司から「坊ちゃんはやめてくださいよ」と返された。
アニメ版1期1話でのエンドクレジットでは「運転手」と表記されている。
福来 佳奈（ふくき かな）
声 - Lynn
待宮の彼女。聖純館という名前の高校→洋南大学に進学。金城曰く、聖純館は名門。
広島訛りが強く、驚くときは頭から抜けたような声で「わぁ」と言う。待宮がインターハイに集中するために一度別れているが、密かに応援に駆けつけた神奈川でのインターハイ終了後に待宮と再会し、その後の井尾谷の「計画」を機に関係を戻す。のちに待宮に大学進学を勧め、勉強が得意では無い待宮にスパルタ式で勉強を教えて、卒業後は一緒に洋南大学に進学した。実は高校入学した時の待宮に部活へ入るよう勧めたのも佳奈であり、その待宮のことは全力で約束を守ってくれる人と評している。大学では自身に辛い思いをさせたくないからと自転車から離れていた待宮に、自転車競技部に入るよう後押しをした。本編およびアニメ版では顔ははっきりとは描かれていなかったが、『SPARE BIKE』52話で初めて顔が描かれ、同54話では「ふりきれカナさん!!」のタイトルで主役を務めた。苗字および高校名は同71話での金城と荒北への自己紹介で明らかになった。
道秋（みちあき）
『SPARE BIKE』54話「ふりきれカナさん!!」に登場した、佳奈に好意を寄せていた高校3年生。待宮と関係を戻した佳奈のことが諦められずあの手この手で佳奈にアタックするがあえなく玉砕。佳奈と同じ大学に進もうと受験勉強のために足を運んだ図書館で受験勉強をする待宮を見かけ、待宮のことを佳奈の彼氏じゃないかと感じていた。
広田 弘司（ひろた ひろし）
声 - 田尻浩章
1年目のウェルカムレースで彼女と共に峰ヶ山へサイクリングに訪れた少々老け顔の青年。一緒に来た彼女からは「ヒロくん」と呼ばれていて、本人曰く自転車歴は1年以上。愛車のメーカーは不明（アニメ版はキャノンデール、車体色は赤）。最後に走ってきた坂道を外見で判断し、彼女の前でかっこいいところを見せようと手ほどきをしようとしたがあっさり追い抜かれる。
インターハイ1年目の3日目や劇場版の熊本のレースでも観戦に訪れており、熊本へ向かう新幹線では箱学・京伏・呉南のメンバーと同じ車両に乗っている。
ヒロくんの彼女
声 - 高橋李依
ヒロくんと共に峰ヶ山に訪れた女性。氏名は不明。折り畳み式の自転車に乗っている。ウェルカムレースの坂道を見て今まで走ってきたメンバーの中で一番速かったと分析していた。
劇場版にも登場し、くまモンの被り物を被っていたりいきなり団子を食べたりと観戦しながら熊本観光を楽しんでいた。3期以降はヒロくん共々登場していないが、4期15話Cパートの泉田の過去の回想で新開（兄）が読んでいた自転車雑誌の表紙に同じ服を着ていた女性が後姿で登場している（同一人物かは不明）。
小関 将（こせき しょう）
演 - 君沢ユウキ（16）
「SPARE BIKE 金城真護編」に登場した、金城がかつて所属していた地元ショップのクラブチームの先輩で元プロ選手。愛車はトレック。金城のことを「シンゴ」と呼んでいる。中学時代の金城の憧れの存在で、乗り方・服装・車両のメーカーまで真似されたほど懐かれている。金城が中学2年の時に神戸へ転勤となった。
1年次のインターハイ時は金城から優勝の報告を聞き「自慢話が増える」と喜んでいた。
走り去るロードバイクのスペックを一瞬で見極めることが特技だが、特に何かの役には立っていない。
糸川 修作（いとかわ しゅうさく）
声 - 阪口大助
演 - 大野瑞生（7）/ 伊藤玄紀（16）
「SPARE BIKE 東堂尽八編」の東堂の回想で初登場。中学時代の東堂の同級生で、実家は自転車屋。愛車はリドレー。東堂とは下の名前で呼び合っている。地元レースに東堂を誘い、ロードの世界に引き込んだ人物。
姫野 湖鳥（ひめの ことり）
声 - 田村ゆかり
坂道が好きなアニメ『ラブ★ヒメ』の主人公。実は魔法の国の王女だが、本人はそのことを知らない。胸がぺたんこなのがコンプレックス。
メージュ
声 - 諏訪部順一
ヒツジの姿をした執事。
有丸 シュンヤ （ありまる シュンヤ）
声 - 梶裕貴
こうたろーくん
声 - 梶裕貴
第2期シリーズ『ラブ★ヒメ ぺったんこ』から登場。
川本翔大（かわもと しょうた）
声 - 小野友樹
アニ×パラ第7弾から登場。実在するパラサイクリング選手。

## 書誌情報
- 渡辺航 『弱虫ペダル』 秋田書店〈少年チャンピオン・コミックス〉、既刊96巻（2025年7月8日現在）
  1. 2008年7月8日発売[22]、ISBN 978-4-253-21451-3
  2. 2008年9月8日発売[23]、ISBN 978-4-253-21452-0
  3. 2008年11月7日発売[24]、ISBN 978-4-253-21453-7
  4. 2009年1月8日発売[25]、ISBN 978-4-253-21454-4
  5. 2009年3月6日発売[26]、ISBN 978-4-253-21455-1
  6. 2009年6月8日発売[27]、ISBN 978-4-253-21456-8
  7. 2009年8月7日発売[28]、ISBN 978-4-253-21457-5
  8. 2009年11月6日発売[29]、ISBN 978-4-253-21458-2
  9. 2009年12月8日発売[30]、ISBN 978-4-253-21459-9
  10. 2010年3月8日発売[31]、ISBN 978-4-253-21460-5
  11. 2010年4月8日発売[32]、ISBN 978-4-253-21463-6
  12. 2010年6月8日発売[33]、ISBN 978-4-253-21464-3
  13. 2010年8月6日発売[34]、ISBN 978-4-253-21465-0
  14. 2010年10月8日発売[35]、ISBN 978-4-253-21466-7
  15. 2010年12月8日発売[36]、ISBN 978-4-253-21467-4
  16. 2011年3月8日発売[37]、ISBN 978-4-253-21468-1
  17. 2011年5月6日発売[38]、ISBN 978-4-253-21469-8
  18. 2011年7月8日発売[39]、ISBN 978-4-253-21470-4
  19. 2011年9月8日発売[40]、ISBN 978-4-253-21472-8
  20. 2011年12月8日発売[41]、ISBN 978-4-253-21473-5
  21. 2012年2月8日発売[42]、ISBN 978-4-253-21474-2
  22. 2012年5月8日発売[43]、ISBN 978-4-253-21475-9
  23. 2012年6月8日発売[44]、ISBN 978-4-253-21476-6
  24. 2012年8月8日発売[45]、ISBN 978-4-253-21477-3
  25. 2012年10月5日発売[46]、ISBN 978-4-253-21478-0
  26. 2012年12月7日発売[47]、ISBN 978-4-253-21479-7
  27. 2013年3月8日発売[48]、ISBN 978-4-253-21480-3
  28. 2013年5月8日発売[49]、ISBN 978-4-253-22121-4
  29. 2013年8月8日発売[50]、ISBN 978-4-253-22122-1
    - オリジナルアニメDVD付限定版 ISBN 978-4-253-18184-6

  30. 2013年10月8日発売[51]、ISBN 978-4-253-22123-8
  31. 2013年12月6日発売[52]、ISBN 978-4-253-22124-5
  32. 2014年1月8日発売[53]、ISBN 978-4-253-22125-2
  33. 2014年4月8日発売[54]、ISBN 978-4-253-22126-9
  34. 2014年6月6日発売[55]、ISBN 978-4-253-22127-6
  35. 2014年8月8日発売[56]、ISBN 978-4-253-22128-3
  36. 2014年10月8日発売[57]、ISBN 978-4-253-22129-0
  37. 2014年12月8日発売[58]、ISBN 978-4-253-22130-6
  38. 2015年2月6日発売[59]、ISBN 978-4-253-22131-3
  39. 2015年4月8日発売[60]、ISBN 978-4-253-22132-0
  40. 2015年6月8日発売[61]、ISBN 978-4-253-22133-7
  41. 2015年8月7日発売[62]、ISBN 978-4-253-22134-4
  42. 2015年11月6日発売[63]、ISBN 978-4-253-22135-1
  43. 2016年1月8日発売[64]、ISBN 978-4-253-22703-2
  44. 2016年3月8日発売[65]、ISBN 978-4-253-22704-9
  45. 2016年6月8日発売[66]、ISBN 978-4-253-22705-6
  46. 2016年9月8日発売[67]、ISBN 978-4-253-22706-3
  47. 2016年11月8日発売[68]、ISBN 978-4-253-22707-0
  48. 2017年1月6日発売[69]、ISBN 978-4-253-22708-7
  49. 2017年2月8日発売[70]、ISBN 978-4-253-22709-4
  50. 2017年4月7日発売[71]、ISBN 978-4-253-22710-0
  51. 2017年6月8日発売[72]、ISBN 978-4-253-22711-7
  52. 2017年9月7日発売[73]、ISBN 978-4-253-22712-4
  53. 2017年12月8日発売[74]、ISBN 978-4-253-22713-1
  54. 2018年1月5日発売[75]、ISBN 978-4-253-22714-8
  55. 2018年3月8日発売[76]、ISBN 978-4-253-22715-5
  56. 2018年5月8日発売[77]、ISBN 978-4-253-22716-2
  57. 2018年8月8日発売[78]、ISBN 978-4-253-22717-9
  58. 2018年10月5日発売[79]、ISBN 978-4-253-22718-6
  59. 2019年1月8日発売[80]、ISBN 978-4-253-22719-3
  60. 2019年3月8日発売[81]、ISBN 978-4-253-22720-9
  61. 2019年5月8日発売[82]、ISBN 978-4-253-22721-6
  62. 2019年7月8日発売[83]、ISBN 978-4-253-22722-3
  63. 2019年9月6日発売[84]、ISBN 978-4-253-22723-0
  64. 2019年11月8日発売[85]、ISBN 978-4-253-22724-7
  65. 2020年2月7日発売[86]、ISBN 978-4-253-22725-4
  66. 2020年4月8日発売[87]、ISBN 978-4-253-22726-1
  67. 2020年5月8日発売[88]、ISBN 978-4-253-22727-8
  68. 2020年8月6日発売[89]、ISBN 978-4-253-22728-5
  69. 2020年10月8日発売[90]、ISBN 978-4-253-22729-2
  70. 2020年12月8日発売[91]、ISBN 978-4-253-22730-8
  71. 2021年2月8日発売[92]、ISBN 978-4-253-22731-5
  72. 2021年5月7日発売[93]、ISBN 978-4-253-22732-2
  73. 2021年7月8日発売[94]、ISBN 978-4-253-22733-9
  74. 2021年9月8日発売[95]、ISBN 978-4-253-22734-6
  75. 2021年12月8日発売[96]、ISBN 978-4-253-22735-3
  76. 2022年2月8日発売[97]、ISBN 978-4-253-22736-0
  77. 2022年4月7日発売[98]、ISBN 978-4-253-22737-7
  78. 2022年6月8日発売[99]、ISBN 978-4-253-22738-4
  79. 2022年8月8日発売[100]、ISBN 978-4-253-22739-1
  80. 2022年10月6日発売[101]、ISBN 978-4-253-22740-7
  81. 2022年11月8日発売[102]、ISBN 978-4-253-28251-2
  82. 2023年2月8日発売[103]、ISBN 978-4-253-28252-9
  83. 2023年4月7日発売[104]、ISBN 978-4-253-28253-6
  84. 2023年6月8日発売[105]、ISBN 978-4-253-28254-3
  85. 2023年8月8日発売[106]、ISBN 978-4-253-28255-0
  86. 2023年10月6日発売[107]、ISBN 978-4-253-28256-7
  87. 2024年1月5日発売[108]、ISBN 978-4-253-28257-4
  88. 2024年3月7日発売[109]、ISBN 978-4-253-28258-1
  89. 2024年5月8日発売[110]、ISBN 978-4-253-28259-8
  90. 2024年7月8日発売[111]、ISBN 978-4-253-28260-4
  91. 2024年9月6日発売[112]、ISBN 978-4-253-28261-1
  92. 2024年11月8日発売[113]、ISBN 978-4-253-28262-8
  93. 2025年1月8日発売[114][115]、ISBN 978-4-253-28263-5 / ISBN 978-4-253-28264-2（特装版）
  94. 2025年3月7日発売[116]、ISBN 978-4-253-28265-9
  95. 2025年5月8日発売[117][118]、ISBN 978-4-253-28267-3 / ISBN 978-4-253-28266-6（特装版）
  96. 2025年7月8日発売[119]、ISBN 978-4-253-28268-0
- 渡辺航 『弱虫ペダル SPARE BIKE』 秋田書店〈少年チャンピオン・コミックス〉、既刊14巻（2025年1月8日現在）

  1. 2014年12月8日発売[120]、ISBN 978-4-253-22471-0
  2. 2016年1月8日発売[121]、ISBN 978-4-253-22472-7
  3. 2016年9月8日発売[122]、ISBN 978-4-253-22473-4
  4. 2018年1月5日発売[123]、ISBN 978-4-253-22474-1
  5. 2019年3月8日発売[124]、ISBN 978-4-253-22475-8
  6. 2019年11月8日発売[125]、ISBN 978-4-253-22476-5
  7. 2020年3月6日発売[126]、ISBN 978-4-253-22728-5
  8. 2020年12月8日発売[127]、ISBN 978-4-253-22478-9
  9. 2021年7月8日発売[128]、ISBN 978-4-253-22479-6 - 購入者特典オーディオドラマ（期間限定）のURLとパスワード付属[注釈 66][129]
  10. 2022年5月6日発売[130]、ISBN 978-4-253-22480-2
  11. 2023年1月6日発売[131]、ISBN 978-4-253-28286-4
  12. 2023年5月8日発売[132]、ISBN 978-4-253-28287-1
  13. 2024年1月5日発売[133]、ISBN 978-4-253-28288-8
  14. 2025年1月8日発売[134]、ISBN 978-4-253-28289-5

- 渡辺航・時海結以 『弱虫ペダル 巻島・東堂 二人の約束』 秋田書店〈少年チャンピオン・ノベルズ〉、2014年2月7日発売[135]、ISBN 978-4-253-10760-0

- 『弱虫ペダル 27.5 公式ファンブック』 秋田書店〈少年チャンピオン・コミックス〉、2013年5月8日発売[136]、ISBN 978-4-253-21398-1
- 『弱虫ペダル 54.5 公式ファンブックII』 秋田書店〈少年チャンピオン・コミックス〉、2018年1月5日発売[137]、ISBN 978-4-253-21399-8
- 『弱虫ペダル 68.5 公式ファンブックIII』 秋田書店〈少年チャンピオン・コミックス〉、2020年8月6日発売[138]、ISBN 978-4-253-22120-7
- 『弱虫ペダル TVアニメ公式ファンブック』 秋田書店〈少年チャンピオン・コミックス〉、2014年4月8日発売[139]、ISBN 978-4-253-21316-5
- 『弱虫ペダル SPARE BIKE 公式ファンブック』 秋田書店〈少年チャンピオン・コミックス〉、2023年1月6日発売[140]、ISBN 978-4-253-28281-9

- 『弱虫ペダル SCHOOL LIFE』 秋田書店、2016年9月8日発売[141]、ISBN 978-4-253-18194-5
- 『弱虫ペダル SCHOOL LIFE 2 〜コミックス50巻発売記念特別号〜』 秋田書店、2017年6月8日発売[142]、ISBN 978-4-253-11102-7

- 『弱虫ペダル TVアニメキャラクターブック アニペダ』 秋田書店〈少年チャンピオン・コミックス〉
  1. 「坂道＆巻島編」2015年8月7日発売[143]、ISBN 978-4-253-22651-6
  2. 「真波＆東堂編」2015年9月8日発売[144]、ISBN 978-4-253-22652-3
  3. 「金城＆今泉＆福富＆荒北編」2015年10月8日発売[145]、ISBN 978-4-253-22653-0
  4. 「鳴子＆田所＆新開＆泉田編」2015年11月6日発売[146]、ISBN 978-4-253-22654-7

- 『弱虫ペダル 公式アンソロジー 放課後ペダル』秋田書店〈少年チャンピオン・コミックス〉、既刊8巻（2020年8月6日現在）
  1. 2014年6月6日発売[147]、ISBN 978-4-253-21319-6
  2. 2015年2月6日発売[148]、ISBN 978-4-253-21320-2
  3. 2015年8月7日発売[149]、ISBN 978-4-253-21377-6
  4. 2016年5月6日発売[150]、ISBN 978-4-253-21378-3
  5. 2017年1月6日発売[151]、ISBN 978-4-253-21379-0
  6. 2018年5月8日発売[152]、ISBN 978-4-253-21703-3
  7. 2019年7月8日発売[153]、ISBN 978-4-253-21704-0
  8. 2020年8月6日発売[154]、ISBN 978-4-253-21738-5
- 『弱虫ペダル 公式アンソロジー 放課後ペダル ハイケイデンス』秋田書店〈少年チャンピオン・コミックス〉、2023年4月7日発売[155]、ISBN 978-4-253-21739-2

## 舞台
原作通りに自転車のレースシーンが演じられるが、自転車そのものは舞台上では使用されず、スクリーンなどの映像も使用されない。演者はハンドルのみを握って舞台上に登場。中腰の姿勢や、その場での足踏みによって疾走感を表現している。なお、主人公のママチャリは、カゴ付きのハンドルとなっている。また、5作目の『野獣覚醒』での箱根学園の荒北靖友がバイクに乗るという演出は、メーター部分とライトが付いたオートバイのハンドルが使用された。この独自の手法を演出の西田シャトナーは「パズルライドシステム」と呼んでいる。過去の公演はdアニメストアなどでのネット配信もおこなわれている。毎公演チケットが即完売になってしまうため、5作目、6作目は大千穐楽公演が全国各地の映画館でライブビューイング上映されている。その際には上映終了後にライブビューイング限定映像が放映された。

### 公演リスト
1. 舞台『弱虫ペダル』
  - 2012年2月1日 - 2月6日 劇場：天王洲 銀河劇場
2. 舞台『弱虫ペダル』箱根学園篇〜眠れる直線鬼〜
  - 2013年1月30日 - 2月6日 劇場：紀伊國屋サザンシアター
3. 舞台『弱虫ペダル』インターハイ篇 The First Result
  - （東京公演）2013年8月24日 - 9月1日 劇場：サンシャイン劇場
  - （大阪公演）2013年9月7日・9月8日 劇場：シアターBRAVA!
4. 舞台『弱虫ペダル』インターハイ篇 The Second Order
  - （東京公演）2014年3月13日 - 3月16日 劇場：天王洲 銀河劇場
  - （埼玉公演）2014年3月20日 - 3月22日 劇場：埼玉県熊谷会館
  - （大阪公演）2014年3月26日 - 3月30日 劇場：シアターBRAVA!
5. 舞台『弱虫ペダル』箱根学園篇〜野獣覚醒〜
  - （大阪公演）2014年10月23日 - 10月26日 劇場：シアターBRAVA!
  - （東京公演）2014年10月30日 - 11月3日 劇場：六本木ブルーシアター
6. 舞台『弱虫ペダル』インターハイ篇 The WINNER
  - （東京公演）2015年3月6日 - 3月15日 劇場：日本青年館
  - （大阪公演）2015年3月19日 - 3月22日 劇場：シアターBRAVA!
  - （福岡公演）2015年3月26日 - 3月29日 劇場：キャナルシティ劇場
7. 舞台『弱虫ペダル』IRREGULAR〜2つの頂上〜
  - （名古屋公演）2015年10月8日 - 10月12日 劇場：日本特殊陶業市民会館 フォレストホール
  - （東京公演）2015年10月22日 - 10月25日  劇場：TOKYO DOME CITY HALL
  - （大阪公演）2015年10月29日 - 11月3日 劇場：梅田芸術劇場 メインホール
  - （福岡公演）2015年11月7日・11月8日 劇場：キャナルシティ劇場
8. 舞台『弱虫ペダル』〜総北新世代、始動〜
  - （東京公演）2016年3月4日 - 3月6日  劇場：TOKYO DOME CITY HALL
  - （福岡公演）2016年3月10日 - 3月13日 劇場：アルモニーサンク 北九州ソレイユホール
  - （大阪公演）2016年3月17日 - 3月21日 劇場：オリックス劇場
  - （神奈川公演）2016年3月25日 - 3月27日 劇場：神奈川芸術劇場
9. 舞台『弱虫ペダル』〜箱根学園新世代、始動〜
  - （東京公演）2016年9月30日 - 10月2日 劇場：TOKYO DOME CITY HALL
  - （大阪公演）2016年10月7日 - 10月10日 劇場：オリックス劇場
10. 舞台『弱虫ペダル』新インターハイ篇〜スタートライン〜
  - （大阪公演）2017年2月25日 - 2月26日 劇場：オリックス劇場
  - （東京公演）2017年3月4日 - 3月12日 劇場：TOKYO DOME CITY HALL
11. 舞台『弱虫ペダル』新インターハイ篇〜ヒートアップ〜
  - （東京公演）2017年10月19日 - 10月23日 劇場：天王洲 銀河劇場
  - （大阪公演）2017年10月26日 - 10月29日 劇場：大阪メルパルクホール
12. 舞台『弱虫ペダル』新インターハイ篇〜箱根学園王者復格（ザ・キングダム）〜
  - （東京公演）2018年3月2日 - 3月11日 劇場：東京芸術劇場
  - （神戸公演）2018年3月16日 - 3月18日 劇場：新神戸オリエンタル劇場
13. 舞台『弱虫ペダル』新インターハイ篇〜制・限・解・除（リミットブレイカー）〜
  - （東京公演）2019年5月10日 - 5月19日 劇場：シアター1010
  - （大阪公演）2019年5月25日 - 5月26日 劇場：浪切ホール
14. 舞台『弱虫ペダル』新インターハイ篇FINAL〜POWER OF BIKE〜
  - （東京公演）2020年2月21日 - 2月23日 劇場：天王洲 銀河劇場
  - （大阪公演）2020年2月27日 - 2月29日 劇場：大阪メルパルクホール
15. 舞台『弱虫ペダル』SPARE BIKE篇〜Heroes〜（新型コロナウィルスにより全公演中止）
  - （東京公演）2020年7月7日 - 7月12日 劇場：天王洲 銀河劇場
  - （大阪公演）2020年7月18日 - 7月19日 劇場：南海浪切ホール
16. 舞台『弱虫ペダル』SPARE BIKE篇〜Heroes〜
  - （大阪公演）2021年3月19日 - 3月21日 劇場：サンケイホールブリーゼ
  - （東京公演）2021年3月26日 - 3月28日 劇場：日本青年館ホール
17. 舞台『弱虫ペダル』The Cadence！
  - （東京公演）2022年7月5日 - 7月10日 劇場：シアター1010
  - （大阪公演）2022年7月16日 - 7月18日 劇場：COOL JAPAN PARK OSAKA TTホール
18. 舞台『弱虫ペダル』THE DAY 1
  - 2023年8月4日 - 13日 劇場：天王洲 銀河劇場
19. 舞台『弱虫ペダル』THE DAY 2
  - 2024年3月1日 - 10日 劇場：天王洲 銀河劇場
20. 舞台『弱虫ペダル』Over the sweat and tears
  - 2024年8月31日 - 9月8日 劇場：シアターH

### 主なスタッフ
- 脚本 - なるせゆうせい（1・2）、西田シャトナー（2 - 20）
- 演出 - 西田シャトナー（1・3 - 16）、宇治川まさなり（2）、鯨井康介（17 - 20）
- 音楽 - manzo
- 主題歌「恋のヒメヒメぺったんこ」（作詞 - 渡辺航 作詞補佐・作曲・歌唱 - 桃井はるこ）
- 主催 - マーベラスAQL、ディー・バイ・エル・クリエイション、エンタテインメントプラス、東宝

### Blu-ray＆DVD
| 発売日         | タイトル                                                                   | 規格品番（BD / DVD）    |
| -------------- | -------------------------------------------------------------------------- | ----------------------- |
| 2012年6月21日  | 舞台『弱虫ペダル』                                                         | DFZS-07215              |
| 2013年6月21日  | 舞台 弱虫ペダル 箱根学園篇 眠れる直線鬼                                    | DFZS-07294              |
| 2014年1月24日  | 舞台 弱虫ペダル インターハイ篇 The First Result                            | TDV-24056D              |
| 2014年7月16日  | 舞台 弱虫ペダル インターハイ篇 The Second Order                            | TDV-24298D              |
| 2015年1月21日  | 舞台『弱虫ペダル』箱根学園篇〜野獣覚醒〜                                   | TDV-25006D              |
| 2015年7月15日  | 舞台 弱虫ペダル インターハイ篇 The WINNER                                  | TDV-25221D              |
| 2015年8月19日  | 舞台『弱虫ペダル』ツール・デュ・スタッド Vol.1                             | TDV-25363D              |
| 2015年9月16日  | 舞台『弱虫ペダル』ツール・デュ・スタッド Vol.2                             | TDV-25364D              |
| 2016年2月17日  | 舞台『弱虫ペダル』IRREGULAR〜2つの頂上〜                                   | TBR-26017D / TDV-26013D |
| 2016年7月13日  | 舞台『弱虫ペダル』〜総北新世代、始動〜                                     | TBR-26180D / TDV-26181D |
| 2017年2月22日  | 舞台『弱虫ペダル』〜箱根学園新世代、始動〜                                 | TBR-27018D / TDV-27019D |
| 2017年7月19日  | 舞台『弱虫ペダル』新インターハイ篇〜スタートライン〜                       | TBR-27185D / TDV-27186D |
| 2018年2月7日   | 舞台『弱虫ペダル』新インターハイ篇〜ヒートアップ〜                         | TBR-28063D / TDV-28064D |
| 2018年8月1日   | 舞台『弱虫ペダル』新インターハイ篇〜箱根学園王者復格（ザ・キングダム）〜   | TBR-28219D / TDV-28220D |
| 2019年9月18日  | 舞台『弱虫ペダル』新インターハイ篇〜制・限・解・除（リミットブレイカー）〜 | TBR-29164D / TDV-29165D |
| 2020年6月17日  | 舞台『弱虫ペダル』新インターハイ篇FINAL〜POWER OF BIKE〜                   | TBR-30041D / TDV-30042D |
| 2021年8月18日  | 舞台『弱虫ペダル』SPARE BIKE篇～Heroes!!～                                 | TBR-31174D / TDV-31175D |
| 2022年11月16日 | 舞台『弱虫ペダル』The Cadence!                                             | TBR-32017D / TDV-32018D |
| 2023年12月20日 | 舞台『弱虫ペダル』THE DAY 1                                                | TBR-33221D / TDV-33222D |
| 2024年7月17日  | 舞台『弱虫ペダル』THE DAY 2                                                | TBR-34126D / TDV-34127D |
| 2025年2月19日  | 舞台『弱虫ペダル』Over the sweat and tears                                 | TBR-34239D / TDV-34240D |

## テレビアニメ
第1期が2013年10月から2014年6月までテレビ東京ほかにて放送された。第2期が2014年10月から2015年3月までテレビ東京ほかにて放送された。第3期が2017年1月から6月までテレビ東京ほかにて放送された。第4期が2018年1月から6月までテレビ東京ほかにて放送された。第5期が2022年10月から2023年3月までNHK総合にて放送された。
また、第1期の総集編劇場版映画が2014年9月に公開された。第2期の総集編劇場版映画が2015年6月に公開された。第3期の総集編劇場版映画が2017年10月に公開された。第4期の特別総集編が2023年1月6日にNHK総合にて放送された。
また、本作のスピンオフである『弱虫ペダル SPARE BIKE』（よわむしペダル スペアバイク）が2016年9月に公開された。

## 劇場版
『劇場版 弱虫ペダル』（げきじょうばん よわむしペダル）のタイトルで、2015年8月28日に劇場版アニメが公開された。渡辺航書き下ろしによるストーリーで、「熊本火の国やまなみレース」での総北高校と箱根学園とのライバル戦に京都伏見高校や呉南工業高校などの他校が絡み、激戦を繰り広げる。

## Webアニメ
『弱虫ペダル×チーバくん『ちばペダル 〜弱虫ペダルと学ぶ自転車交通安全〜』』は、千葉県とのコラボで自転車交通安全キャンペーンとして製作された。

## テレビドラマ
BSスカパー!で2016年8月26日から同年10月7日まで放送されたテレビドラマ。全7話。
主人公の坂道は、舞台版と同じく小越勇輝が務める他、舞台版のキャストが多く起用された。
続編『弱虫ペダルSeason2』の製作が決定され、前後編の2部作として、前編は2017年8月18日21時より全7話、後編は同年11月から全6話の合計13話で放送された。

### スタッフ（テレビドラマ）
- 原作 - 渡辺航『弱虫ペダル』（秋田書店刊「週刊少年チャンピオン」連載中）
- 脚本 - 吹原幸太、山本陽将、青塚美穂、坂井優一
- 監督 - 棚澤孝義
- 音楽 - 牧戸太郎
- ロードバイク監修 - Y's Road
- 取材協力 - 昭和第一学園高等学校自転車競技部、作新学院大学自転車部競技班
- 技術協力 - フォーチュン
- 美術協力 - BEENS
- 照明協力 - 阿吽
- CG - マリンポスト
- ポスプロ - 三友、アムレック
- 制作管理 - インナップ
- スカパー！編成 - 上田徹、渡部康弘
- プロデュース - 長内敦（スカパー！）、上野裕平（東宝）、浅野敦也（ドリマックス）、松本桂子（ドリマックス）
- 制作 - 東宝映像事業部
- 制作協力 - ドリマックス・テレビジョン
- 製作 - スカパー！
- 著作 - スカパー！、東宝、舞台「弱虫ペダル」製作委員会

## 実写映画
永瀬廉 (King & Prince) 主演で実写映画化され、2020年8月14日に公開。監督は三木康一郎。公開2日目の8月15日には丸の内ピカデリーとユナイテッド・シネマ アクアシティお台場にて舞台挨拶が開催された。

### キャスト（実写映画）
- 小野田坂道：永瀬廉 (King & Prince)
- 今泉俊輔：伊藤健太郎
- 寒咲幹：橋本環奈
- 鳴子章吉：坂東龍汰
- 巻島裕介：栁俊太郎
- 田所迅：菅原健
- 杉元照文：井上瑞稀
- 金城真護：竜星涼
- 寒咲幸司：皆川猿時

### スタッフ（実写映画）
- 原作：渡辺航『弱虫ペダル』（秋田書店「週刊少年チャンピオン」連載）
- 監督：三木康一郎
- 脚本：板谷里乃、三木康一郎
- 音楽：横山克
- 主題歌：King & Prince「Key of Heart」（Johnnys' Universe）[168]
- 製作：大角正、石原隆、藤島ジュリーK.、沢考史
- エグゼクティブ・プロデューサー：吉田繁暁、臼井裕詞
- プロデューサー：寺西史、日高峻、鴨井雄一、澤岳司
- アソシエイトプロデューサー：秋田周平
- 撮影：宮本亘
- 照明：佐々木貴史
- 美術：金勝浩一
- 装飾：鈴村高正
- 録音：小宮元
- 編集：鈴木真一
- スタイリスト：新崎みのり
- ヘアメイク：千葉友子、荻野さおり
- VFXスーパーバイザー：前川英章
- 記録：原田侑子
- 助監督：森裕史
- 制作担当：米田伸夫、吉田信一郎
- ラインプロデューサー：竹山昌利
- 自転車監修：城田大和
- 音楽プロデューサー：高石真美
- 宣伝プロデューサー：松浦由里子
- 協力：Y'sRoad
- 制作プロダクション：デジタル・フロンティア
- 制作協力：松竹映像センター
- 製作幹事：松竹、フジテレビジョン
- 製作：映画『弱虫ペダル』製作委員会
- 配給：松竹

### 受賞（実写映画）
- 第44回日本アカデミー賞 新人俳優賞（永瀬廉）[169]

### 映像ソフト化（実写映画）
映画が収録されたDVDと、映画および特典映像が収録された『豪華版』のBlu-ray+DVD BOX（Blu-ray1枚+DVD2枚組）およびBlu-ray BOX（3枚組）が2021年3月10日に発売された。

## インターネットラジオ

### 弱虫ペダル クライマーズレディオっショ！
2013年9月30日から2014年7月7日まで音泉にて配信されていたWEBラジオ番組。パーソナリティは山下大輝（小野田坂道 役）、森久保祥太郎（巻島裕介 役）。隔週月曜日更新。

### 弱虫ペダル グランロードレディオっショ！
2014年9月15日から2015年9月14日まで音泉にて配信されていたWEBラジオ番組。パーソナリティは山下大輝（小野田坂道 役）、森久保祥太郎（巻島裕介 役）。第1回から第16回まで隔週月曜日更新、第17回から第23回まで月1回不定日更新。

### 弱虫ペダル ニュージェネラジオ！
2016年12月26日から2017年7月10日まで音泉にて配信されていたWEBラジオ番組。パーソナリティは山下大輝（小野田坂道 役）、代永翼（真波山岳 役）。隔週月曜日更新。

### 弱虫ペダル グローリーレディオ
2018年1月12日から7月26日までニコニコ生放送にて配信されたWEBラジオ番組。パーソナリティは山下大輝（小野田坂道 役）、代永翼（真波山岳 役）。月1更新。

## ゲーム

### モバイルゲーム
弱虫ペダル EXCITING ATTACK
2014年1月24日から2016年3月18日までトムス・エンタテインメントよりスマートフォン（iPhone端末・Android端末）向けに配信されていたモバイルゲーム。
弱虫ペダル ぷちっとレーサーズ
2015年6月9日から2017年2月28日までフリューよりスマートフォン（iPhone端末・Android端末）向けに配信されていたモバイルゲーム。
弱虫ペダル ドリームレース
#ブラウザゲームの節を参照。
これらの他に、アプリゲーム・嫁コレに2014年4月28日から小野田坂道をはじめとするキャラクター10名分が追加された。

### コンシューマーゲーム
弱虫ペダル 明日への高回転
ニンテンドー3DS用ソフトとして、バンダイナムコゲームスより2015年1月29日に発売された。ジャンルは自転車アドベンチャー。

### ブラウザゲーム
弱虫ペダル ドリームレース
2023年7月7日からCTWよりスマートフォン（iPhone端末・Android端末）向けとPC向けに配信されていたブラウザゲーム。

### 体感型ゲーム
弱虫ペダル×ナゾラリー「謎解き全力ケイデンス!!〜それがオレたちのロードレース編〜」
ナムコとチームなぞともの企画で1㎡からの脱出の謎制作の元、アトレ秋葉原1を会場に、2014年7月18日から8月31日にかけて行われた。ジャンルはナゾラリー。
弱虫ペダル×なぞともカフェ「謎解き全力ケイデンス!!〜恋のラブヒメ危機一髪編〜」
ナムコによる企画で1㎡からの脱出による謎制作と高橋ヒロキの制作協力の元、なぞともカフェ新宿店・渋谷店を会場に、2015年3月20日から6月30日にかけて行われた。ジャンルは謎解きミッションキューブ。新宿店では期間が延長され、タイトルに「再開」をつけ、2015年7月4日から9月30日にかけても行われた。新宿店・京都新京極店・なんばパークス店にて、2020年7月23日から11月29日にかけてリバイバル開催された。
弱虫ペダル×なぞともカフェ「謎解き全力ケイデンス!!〜謎解きウェルカムレース箱根学園編〜」
ナムコによる企画でよだかのレコードによる謎制作の元、なぞともカフェ渋谷店を会場に、2015年3月22日から6月30日にかけて行われた。ジャンルはナゾラリー。なぞともカフェ新宿店でも、タイトルに「再開」をつけ、2015年7月10日から9月30日にかけて行われた。東京都だけではなく愛知県の名古屋栄店と大阪府のなんばパークス店でも2016年10月1日から12月31日まで開催された。新宿店・京都新京極店・なんばパークス店にて、2020年7月23日から11月29日にかけてリバイバル開催された。
弱虫ペダル×なぞともカフェ「謎解き全力ケイデンス!!〜謎解きウェルカムレース総北編〜」
ナムコによる企画でよだかのレコードによる謎制作の元、なぞともカフェ新宿店を会場に、2015年4月1日から6月30日にかけて行われた。ジャンルはナゾラリー。期間が延長され、タイトルに「再開」をつけ、2015年7月4日から9月30日にかけても行われた。東京都だけではなく愛知県の名古屋栄店と大阪府のなんばパークス店でも2016年10月1日から12月31日まで開催された。新宿店・京都新京極店・なんばパークス店にて、2020年7月23日から11月29日にかけてリバイバル開催された。
弱虫ペダル×なぞともカフェ「謎解き全力ケイデンス!!〜謎解きインハイレース京伏編〜」
ナムコによる企画でよだかのレコードによる謎制作の元、なぞともカフェ新宿店・渋谷店を会場に、2015年5月1日から6月30日にかけて行われた。ジャンルはナゾラリー。新宿店では期間が延長され、タイトルに「再開」をつけ、2015年7月4日から9月30日にかけても行われた。東京都だけではなく愛知県の名古屋栄店と大阪府のなんばパークス店でも2016年10月1日から12月31日まで開催された。新宿店・京都新京極店・なんばパークス店にて、2020年7月23日から11月29日にかけてリバイバル開催された。
弱虫ペダル「謎解き全力ケイデンス!!〜山岳賞への挑戦編〜」
ナムコの運営するなぞともカフェで2015年10月3日よりナゾレット販売されていた。
弱虫ペダル×謎解きアトラクション「謎解き全力ケイデンス!!〜ナンジャタウン20周年パーティに隠された謎篇〜」
ナムコの運営するナンジャタウンで行われたイベント「弱虫ペダル in ナンジャタウン2016」の内容のうちの一つで、2016年9月16日から11月27日にかけて行われていた園内を周る形の謎解きゲーム。
弱虫ペダル GLORY LINE 淡路島ステージ 謎解きロード
ニジゲンノモリで行われたイベント「弱虫ペダル GLORY LINE 淡路島ステージ」の内容の一つで、2018年8月25日から11月25日にかけて行われていたパーク内を周る形の謎解きゲーム。

### トレーディングカードゲーム
弱虫ペダルTCG トレペダ
ブロッコリーから2015年6月25日に第1弾、2015年11月26日に第2弾が発売された。

## パチスロ・パチンコ
- パチスロ TVアニメーション弱虫ペダル（2017年1月）
- CR TVアニメーション弱虫ペダル（2017年2月）

いずれも平和。